# Armata d'India

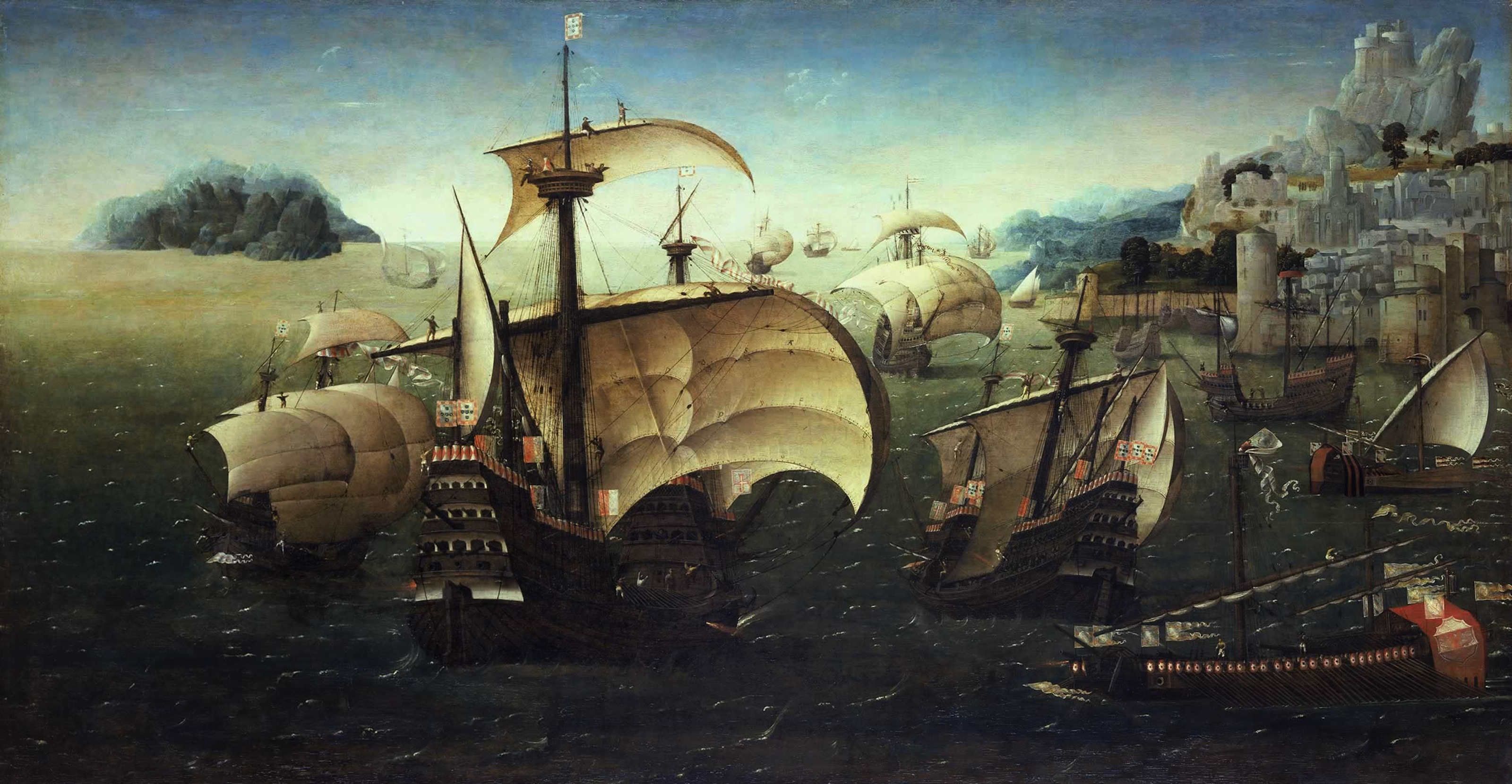
Squadrone di caracche e galee portoghesi tra cui (prob.) la grande caracca Santa Catarina do Monte Sinai utilizzata per la rotta verso l'India - particolare da "Il viaggio di nozze dell'Infanta portoghese Beatriz verso la Savoia" di Gregório Lopes o Cornelis Antoniszoon (1521).

La rotta del primo viaggio di Vasco da Gama (1497-1499) che divenne la tipica Carreira da Índia

L'Armata d'India (in portoghese Armada da Índia) era la flotta di navi organizzata dalla Corona del Regno del Portogallo e spedita su base annuale dal Portogallo all'India, principalmente a Goa Velha. Queste armate si muovevano lungo la c.d. "Carreira da Índia" (it. "Rotta per l'India"), passante per il Capo di Buona Speranza e aperta per la prima volta da Vasco da Gama nella sua spedizione negli anni 1497-1499.
Tra il 1497 e il 1650, Il Portogallo inviò 1.033 spedizioni marittime lungo la rotta tracciata da Vasco da Gama e perfezionata dai successori, garantendosi, per un intero secolo, un monopolio sul commercio in Europa delle spezie (fond. pepe nero, cannella, chiodi di garofano, noce moscata). L'Armada in genere partiva da Lisbona al principio dell'anno e ogni tappa del viaggio (andata e ritorno) durava circa sei mesi. Il fattore determinante della tempistica erano i monsoni dell'Oceano Indiano. Le dimensioni della flotta potevano variare da un dispiegamento di venti navigli a piccole spedizioni di 4-5 legni. L'organizzazione della spedizione era nelle mani della Casa da Índia.
Nel corso del Seicento, causa la vigorosa intromissione della Vereenigde Oost-Indische Compagnie (VOC) e della East India Company (EIC) nel commercio asiatico, la Corona portoghese (allora parte della c.d. "Unione iberica" con la Spagna) accordò il monopolio del commercio asiatico alla Companhia da Índia Oriental, una società per azioni privata organizzata nel 1628 sulle stesse linee della VOC e della EIC in sostituzione della Casa da Índia ma il tutto si risolse in un fiasco e ciò che rimaneva dell'ormai declinante commercio portoghese in India fu riportato sotto la Casa da Índia entro il 1633.

## Antefatto
Nel generale contesto della c.d. "Età delle scoperte" (XV e XVI secolo), militari, navigatori e sovrani lusitani (su tutti, la figura dell'Infante Enrico il Navigatore) operarono sinergicamente nell'esplorazione dell'Oceano Atlantico prima e poi dell'Oceano Indiano.
Inizialmente motivata da semplici interessi commerciali e dai risvolti dei rivolgimenti politici che interessarono la penisola iberica dal termine del XIV secolo (fine della Reconquista, unione delle corone di Castiglia e Aragona, ecc.), questa spinta all'esplorazione fu poi animata da revanscismi crociati che non impedirono alla Corona del Portogallo di creare prima una talassocrazia e poi il primo impero coloniale europeo della storia. I Portoghesi furono infatti abile a strutturare una rete di avamposti disseminati lungo le rotte battute (spesso tracciate ex-novo) dai loro navigatori per soddisfare prima i loro bisogni commerciali e poi per garantire presenza politico-militare: l'intromissione lusitana in terra straniera, supportata dalle bolle papali Dum Diversas (1452) e Romanus Pontifex (1455) concedenti il monopolio commerciale sui paesi appena scoperti, cominciava con la costruzione di una feitoria (agenzia commerciale - la prima fondata nel 1445 sull'isola di Arguin al largo della Mauritania), ben presto difesa da un fortino (forse una chiesa), da cui poi i locali agenti della Corona s'intromettevano negli affari indigeni sino all'eventuale occupazione territoriale.
Contestualmente a questa strutturazione politica, le esplorazioni portoghesi concorsero a dilatare enormemente la conoscenza e, soprattutto, la percezione del mondo da parte degli europei tardo-medievali.
Fondamentale fu il ruolo giocato dal Portogallo nella definizione di una rotta commerciale marittima che, dalle coste d'Africa, poteva raggiungere l'India passando per il Capo di Buona Speranza, la c.d. "Rotta del Capo" (pt. Rota do Cabo). L'impresa fu compiuto da Vasco da Gama nel biennio 1497-1498 ma il suo felice esito era stato spianato nei decenni precedenti dalla sistematica spinta verso sud dei vari capitani portoghesi che aveva strappato le coste africane dalle nebbie della leggenda: Gil Eanes, Diogo Cão, Bartolomeo Diaz, ecc.

## La "Rotta per l'India"

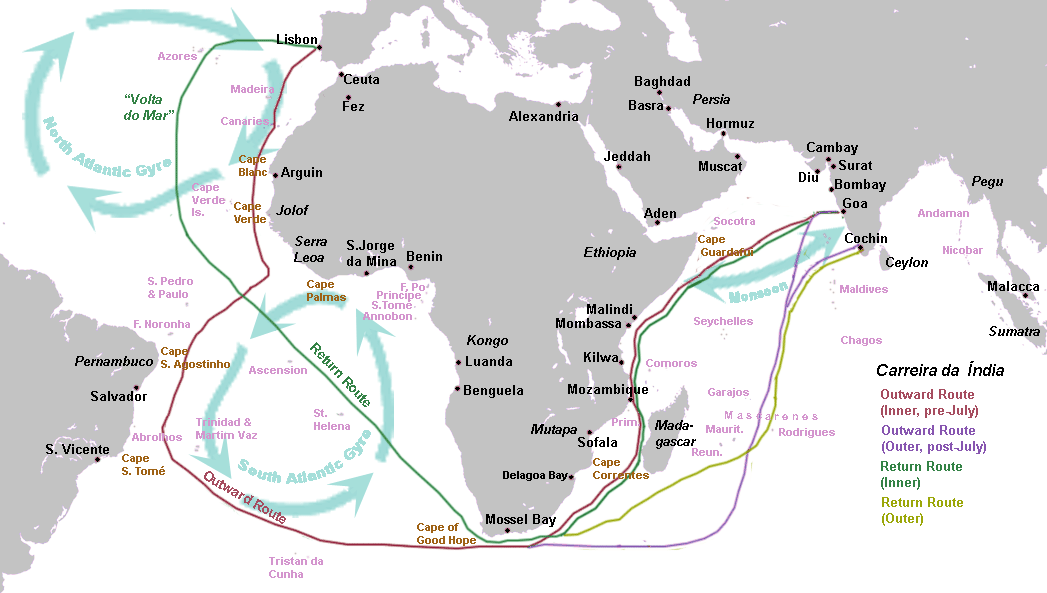
Viaggi di andata e ritorno dell'Armata d'India raffrontati con le correnti oceaniche.

Per molto tempo dopo la sua scoperta da parte di Vasco da Gama, la "Rotta del Capo", fu dominio indiscusso del Regno del Portogallo che, tra il 1497 e il 1650, inviò 1.033 spedizioni marittime da Lisbona lungo da Carreira da Índia.

### Tempo di percorrenza
L'armata indiana in genere partiva da Lisbona e ogni tappa del viaggio (andata e ritorno) durava circa sei mesi. Il fattore determinante della tempistica erano i monsoni dell'Oceano Indiano che in estate (maggio-settembre) soffiavano da sud-ovest, cioè dall'Africa orientale all'India, e in inverno (tra ottobre e aprile) da nord-est, cioè dall'India all'Africa. Era dunque necessario doppiare il Capo di Buona Speranza tra giugno e luglio e raggiungere la costa dell'Africa orientale entro agosto, in tempo per catturare i monsoni estivi e arrivare in India all'inizio di settembre. Il viaggio di ritorno dall'India incominciava in genere a gennaio, sfruttando il monsone invernale per arrivare a Lisbona in giugno-agosto. Tra andata e ritorno, il viaggio durava pertanto poco più d'un anno.
Era fondamentale che l'Armata raggiungesse l'Africa orientale nei tempi previsti. Le navi che non riuscivano a raggiungere la latitudine dell'equatore sulla costa africana orientale entro la fine di agosto sarebbero lì rimaste bloccate sino alla successiva primavera, quando avrebbero traversato per l'India dalla quale sarebbero ripartite l'inverno successivo sulla rotta del ritorno. Un ritardo iniziale di qualche settimana in Africa si traduceva così in un anno di ritardo al termine del viaggio.
La circumnavigazione del Madagascar aprì una via alternativa per l'India, garantendo maggior flessibilità: l'Armata nei tempi corretti al Capo di Buona Speranza (prima di metà luglio) allora avrebbe dovuto seguire la vecchia "Rotta interna", cioè il Canale del Mozambico lungo la costa dell'Africa orientale fino all'equatore (intorno a Malindi, nelle Seychelles) per prendere il monsone estivo verso l'India; l'Armata in ritardo a Buona Speranza avrebbe preso la "Rotta esterna", puntando diretta alle coste meridionali del Madagascar e da lì alle Isole Mascarene per attraversare l'oceano aperto fino all'India - una via priva di basi d'appoggio ma che permetteva la navigazione contro il monsone post-estivo.

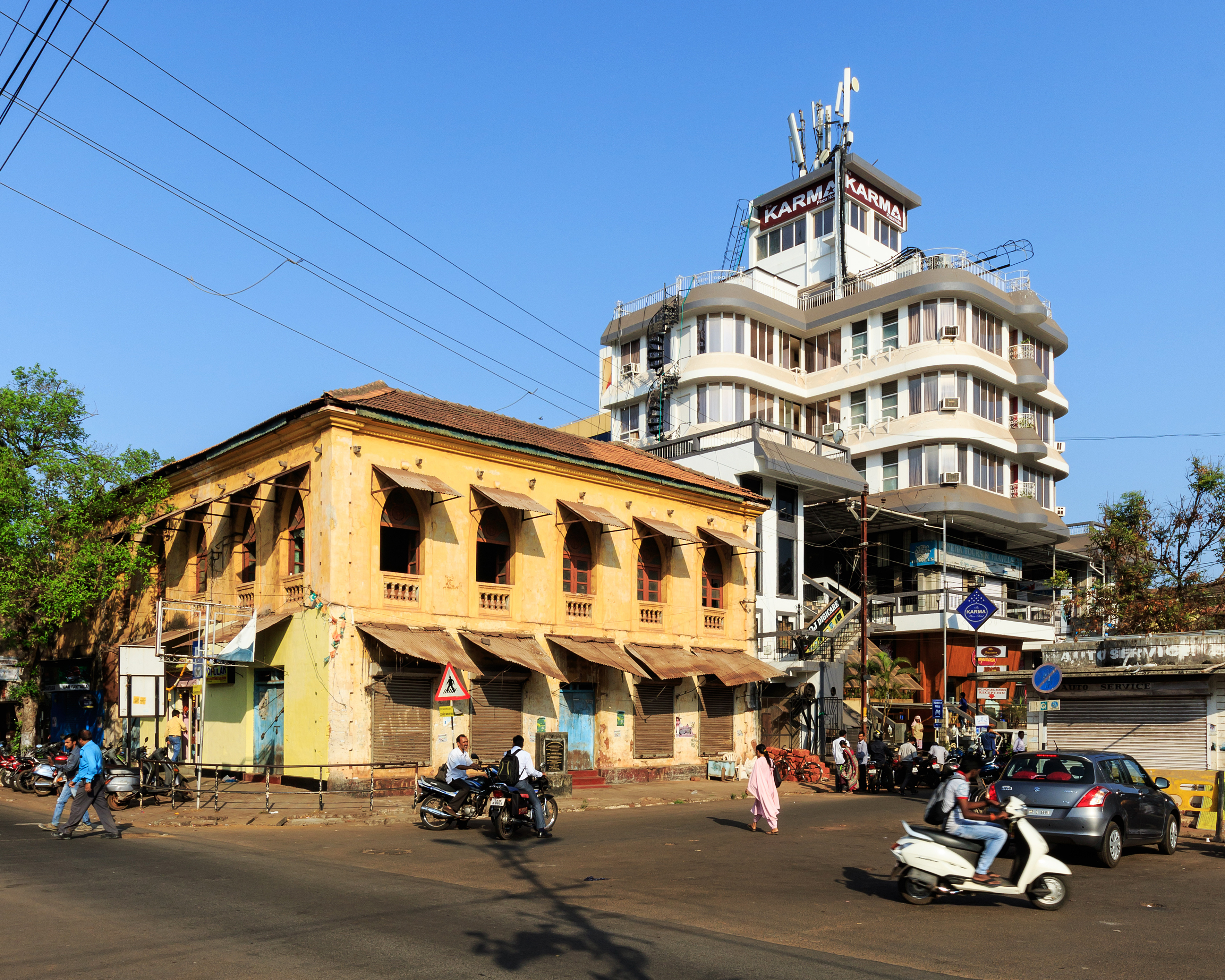
La città indiana di Vasco da Gama, vicino a Goa.

La principale preoccupazione delle flotte durante il viaggio di ritorno erano le acque veloci e pericolose del canale interno del Mozambico, particolarmente precarie per le navi pesantemente caricate e meno manovrabili. Nei primi decenni, la flotta di ritorno di solito partiva da Kochi (pt. Cochin) in dicembre (poi gennaio). Il 20 gennaio era la data critica, dopo la quale tutte le flotte di ritorno erano obbligate a seguire la rotta del Madagascar, più calma e sicura per il loro prezioso carico. Ciò significava però perdere la sosta di rifornimento idrico a Mozambico e dover attendere sino a Mossel Bay o Sant'Elena. Tra il 1525 e il 1579, a tutte le flotte di ritorno fu ordinato di seguire la rotta esterna. La regola fu sospesa tra il 1570 e il 1590. Dal 1615, fu introdotta una nuova regola secondo la quale le flotte di ritorno da Goa potevano usare la rotta interna ma le flotte di ritorno da Kochi dovevano ancora utilizzare la rotta esterna. Con l'avvio della competizione commerciale con gli olandesi e gli inglesi negli anni 1590, la partenza del viaggio di ritorno fu ritardata a febbraio-marzo, con il prevedibile aumento delle navi perse e in ritardo.
L'arrivo in Portogallo variava solitamente tra metà giugno e fine agosto. Era consuetudine per le flotte di ritorno inviare la loro nave più veloce in anticipo per annunciare i risultati della spedizione a Lisbona, prima che il resto dei velieri arrivasse.
A causa dei tempi, l'Armata in partenza lasciava Lisbona (febbraio-aprile) prima dell'arrivo dell'Armata di ritorno (giugno-agosto). Così, per ottenere notizie fresche sull'India, l'Armata in partenza si basava su note e rapporti lasciati lungo gli scali africani dall'Armata di ritorno.

### Viaggio d'andata
Le Armate d'India tendevano a seguire la medesima rotta a ogni viaggio d'andata, utilizzando ripetutamente i medesimi scali.
Partendo da Lisbona (febbraio-aprile), le navi dirette in India seguivano la Corrente delle Canarie ma non sostavano alle Isole Canarie, controllate dal Regno di Spagna, salvo emergenze.
Il primo vero ostacolo sulla rotta era la penisola di Capo Verde, in Senegal, dove termina la corrente delle Canarie e incomincia la deriva equatoriale, un capo non difficile da doppiare ma caratterizzato da tempeste improvvise e cicloni tropicali, c.d. "uragano di tipo capoverdiano", che spesso danneggiavano le navi. Le isole di Capo Verde (spec. Santiago), a ovest della penisola di Capo Verde, erano dunque la prima sosta obbligata per la flotta indica, seppur non ottimale, data la penuria d'acqua, in quanto sedi di cantieri per la riparazione dei navigli danneggiati.

L'Angra de Bezeguiche (Baia di Dakar, Senegal) era la vera sosta d'irrigazione dopo Capo Verde. Le coste erano controllate dai regni Wolof e Sérèr, i cui rapporti con i Portoghesi erano ambivalenti, quindi non si poteva sempre contare su una calorosa accoglienza dei nativi. Nel mezzo della baia c'è l'isola di Gorée (po. Ilha de Bezeguiche), un porto sicuro ma povero d'acqua. Si preferivano pertanto i porti della costa della Petite Côte come Rio Fresco (ora Rufisque) e Porto de Ale (ora Saly-Portudal), o ancor più a sud, tra le numerose insenature e isole (es. le Isole Bijagos) della costa della Sierra Leone.
Sotto Capo Verde, intorno alle latitudini della Sierra Leone, incominciano le depressioni atlantiche, una regione calma a bassa pressione su entrambi i lati dell'equatore con venti deboli o assenti. In questo periodo dell'anno, la cintura della depressione generalmente variava tra 5° N e 5° S.  Nell'emisfero meridionale, sotto la depressione, c'era il gyre antiorario dell'Atlantico meridionale e gli alisei sud-orientali, che impediscono di veleggiare a sud-est verso il Capo di Buona Speranza.

Passare la depressione era una sfida e i piloti dovevano avvalersi abilmente delle correnti e di ogni piccola brezza per rimanere sulla rotta. La tattica standard era procedere il più a lungo possibile a sud o addirittura a sud-est lungo la costa africana, fino a quando la depressione colpiva (di solito intorno alla Sierra Leone) obbligando a derivare verso sud-ovest per catturare la Corrente Equatoriale Sud (alto braccio del gyre sudatlantico) verso la costa del Brasile. La manovra era nota come "Volta do mar" (it. "svolta del mare").

L'alternativa alla Volta do Mar era la c.d. Rota da Mina (it. "Rotta della miniera") che prevedeva di puntare a sud-est della depressione per catturare la controcorrente equatoriale (o "corrente di Guinea") a est nel Golfo di Guinea. Questa era la rotta per il castello di Elmina (pt. Castelo de São Jorge da Mina) sulla Costa d'Oro portoghese, non facente parte della rotta per l'India. La Rota da Mina prevedeva una bordata contro gli alisei di scirocco e la Corrente del Benguela, un compito faticoso per le caracche a vela quadra: accadeva che, causa un cattivo pilotaggio, qualche grande nave diretta in India fosse catturato dalla controcorrente della Guinea e costretta alla Rota da Mina, perdendo così il passaggio per l'India insieme con il resto della flotta.
Supponendo che la flotta eseguisse correttamente la Volta do Mar, si sarebbe spostata a sud-ovest attraverso la depressione e avrebbe raggiunto la corrente brasiliana diretta a sud al largo della costa del Brasile (intorno a Pernambuco). Sebbene non fosse una tappa prestabilita, non era inaudito fare una breve sosta per l'acqua a Cabo de Santo Agostinho (Brasile), specialmente se gli alisei sud-orientali erano particolarmente forti e minacciavano di ricacciare indietro le navi. Dai dintorni di Pernambuco, la flotta puntava a sud seguendo la Corrente del Brasile fino alla latitudine del Tropico del Capricorno, in corrispondenza delle isole Abrolhos e Trindade e Martim Vaz, da dove le navi catturavano i venti occidentali che li avrebbero rapidamente portati a est, attraverso l'Atlantico meridionale, verso il Sudafrica.
Il Capo di Buona Speranza, una volta chiamato giustamente il "Capo delle tempeste", era una tappa molto impegnativa sulla rotta indica. La traversata in uscita è sempre stata difficile e molte navi sono state perse qui. Armate più grandi spesso si dividevano in squadroni più piccoli per tentare l'attraversamento, per riunirsi (piuttosto lontano) dall'altra parte. Di solito, non c'era sosta o punto di raccolta dopo la traversata del Capo fino a quando non ci si trovava all'interno del Canale del Mozambico, ormai al sicuro dalle acque impetuose della contraria corrente di Agulhas. L'unica eccezione era Agoada de São Brás (attuale Mossel Bay, Sudafrica), una sosta per l'acqua dopo il Capo. Non era sempre utilizzata poiché le singole navi tracciavano spesso ampie rotte attorno al Capo e avvistavano di nuovo la costa solo dopo questo scalo. Tuttavia, le navi danneggiate durante la traversata spesso non avevano altra scelta che fermarvisi per le riparazioni di emergenza. Il commercio di forniture alimentari con i pastori Khoi che vivevano nella zona era frequente (anche se c'erano anche schermaglie occasionali). São Brás era una fermata più frequente nel viaggio di ritorno, come luogo per riparare le navi prima di raddoppiare il Capo. Di conseguenza, in particolare nei primi anni, São Brás fu utilizzato come stazione postale, dove i messaggi delle armate di ritorno sarebbero stati lasciati per le armate in arrivo, riferendo le novità dall'India.

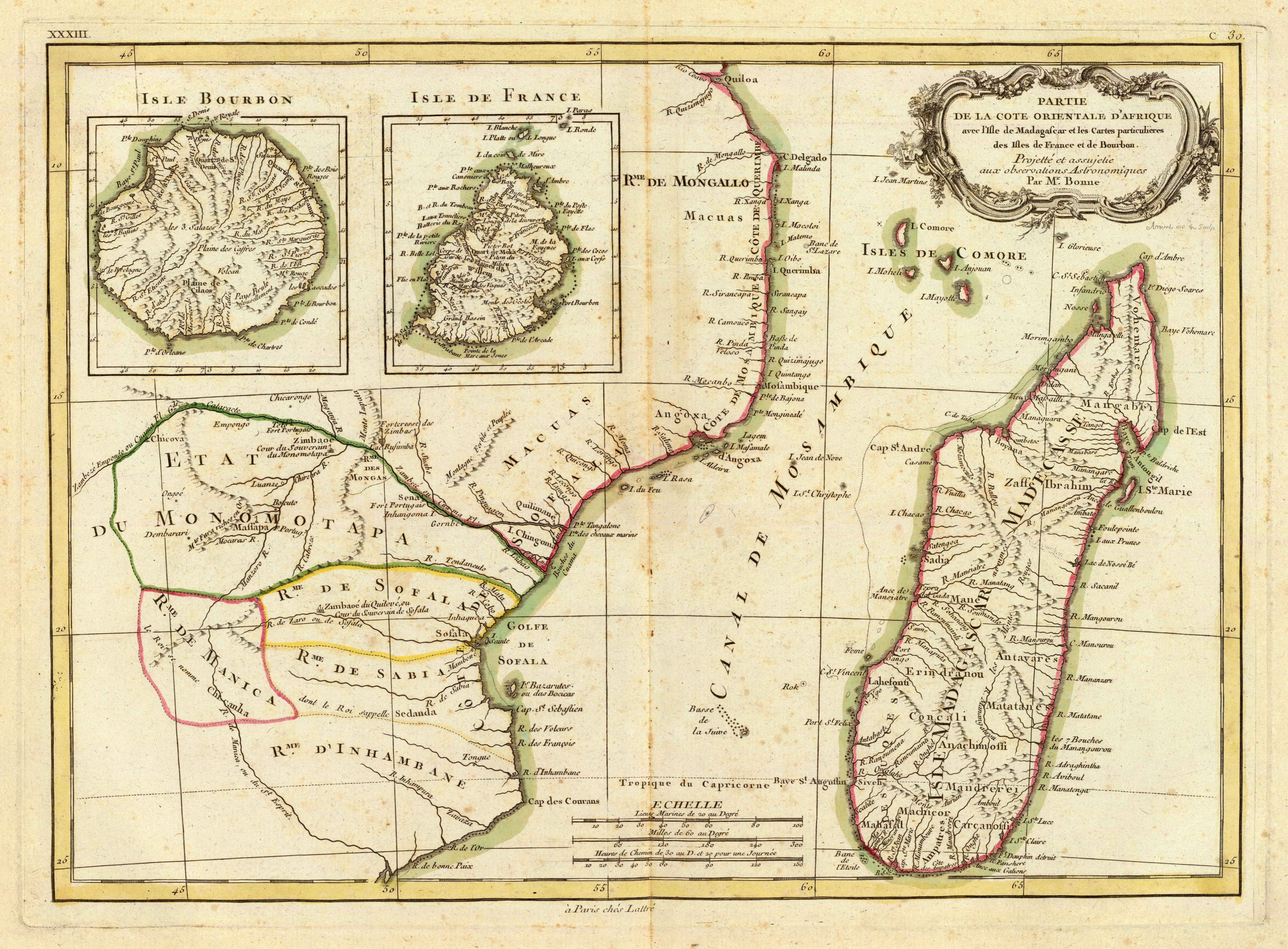
Mappa francese del Canale del Mozambico, c. 1791.

Se la flotta seguiva la Rotta Interna, il successivo ostacolo era Capo Correntes, all'ingresso del Canale del Mozambico: acque pericolosamente veloci, venti leggeri che si alternano a raffiche imprevedibilmente violente e banchi/rocce pericolose. Si stima che di tutte le navi perse sulla rotta dell'India, quasi il 30% si sia capovolto o arenato a Capo Correntes, cioè più che in qualsiasi altro luogo.

Il passaggio ideale attraverso il Canale del Mozambico prevedeva di navigare dritto verso nord attraverso la metà del canale, dove un vento favorevole costante era auspicabile nella bella stagione. La cosa era complicata dall'allora approssimativo calcolo della longitudine causa "navigazione stimata": se il pilota calcolava male e tracciava un percorso troppo vicino alla costa africana, la corrente correva verso sud, i venti erano leggeri o inesistenti, soggetti a raffiche arbitrarie da direzioni strane e le coste disseminate di banchi di sabbia.  Capo Correntes non era solo un punto di confluenza di venti contrapposti, creanti vortici imprevedibili, ma produceva anche una strana corrente del sud straordinariamente veloce, abbastanza violenta da rompere una nave mal costruita e abbastanza confusa da gettare nella confusione piloti poco esperti.
Un'alternativa poteva essere puntare a est fino ad avvistare il Madagascar e solo allora risalire il canale (la corrente qui correva a nord), mantenendo in vista la costa dell'isola malgascia. Si risolveva il problema della longitudine ma s'incontravano altri rischi: isolotti corallini, atolli, banchi, rocce sporgenti, scogliere sommerse. Una via difficilmente percorribile di notte o in condizioni meteorologiche avverse.
Le navi portoghesi dovevano quindi tenersi alla giusta distanza sia da Capo Correntes sia dal Madagascar. I marcatori di longitudine di riferimento (oltretutto pericolosi) erano Bassas da India e l'isola Europa. Sebbene convenientemente situati nel mezzo del canale, non erano sempre visibili sopra le onde, quindi i marinai dovevano spesso identificarli osservando i gruppi di uccelli marini che colonizzavano queste rocce. Sfortunatamente, questo non era un metodo affidabile e molti legni finirono per schiantarsi su quelle rocce.
Se riuscivano a navigare nel mezzo del Canale di Mozambico, le navi vedevano di nuovo la costa africana solo dietro la curva di Angoche. Potevano a questo punto fermarsi per riparazioni urgenti alle Isole Primeiras, al largo di Angoche: una lunga fila di isolotti corallini disabitati, praticamente dei tumuli sopra le onde, formanti un canale di acque calme tra loro e la terraferma. 

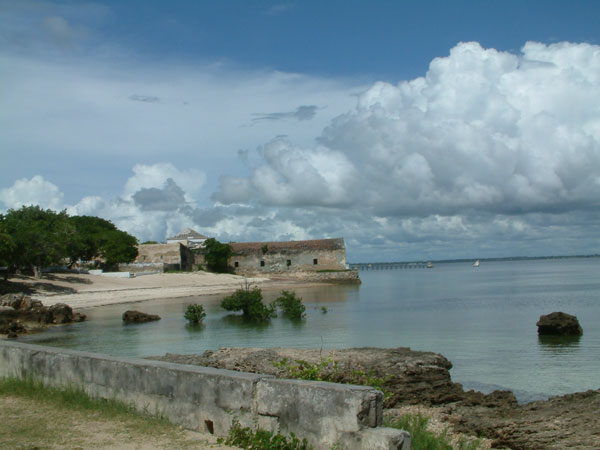
Forte São Sebastião sull'Isola di Mozambico.

La fermata ufficiale era a questo punto l'isola di Mozambico, un'isola corallina al largo della costa con due isole minori periferiche (São Jorge e Sant' Iago). Disponeva di uno splendido porto che fungeva da prima tappa e punto di raccolta delle flotte portoghesi d'India dopo l'attraversamento del Capo di Buona Speranza. L'isola aveva una città e una fortezza, con rifornimenti a portata di mano.

Le condizioni delle navi quando raggiungevano Mozambico erano spesso gravi. Con l'eccezione occasionale di Capo Santo Agostinho e Mossel Bay, non c'erano fermate sul lungo tragitto da Capo Verde e Mozambico. Già prima del Capo, le scorte erano diventate stantie, scorbuto e dissenteria erano spesso insorti ed erano incominciate le morti di equipaggio e passeggeri per malattia. La nave stessa, così a lungo in mare senza calafataggio, era ormai fragile. Forzare i legni dal Capo a Mozambico trasformava a quel punto il viaggio in un'esperienza da incubo.
L'Isola del Mozambico era originariamente un avamposto del Sultanato del Kilwa, una raccolta di città musulmane di lingua swahili lungo la costa dell'Africa orientale, con sede a Kilwa, organizzate in un impero commerciale medievale che occupava le terre da Capo Correntes a sud ai confini somali a nord (la c.d. "Costa Swahili"). Questo sultanato incominciò a disintegrarsi in tante città-stato indipendenti in concomitanza con l'arrivo dei portoghesi nel 1500, un processo poi accelerato dagli intrighi e dagli interventi dei lusitani.

I portoghesi si erano inizialmente concentrati sulla città swahili meridionale di Sofala, lo sbocco principale del commercio dell'oro dell'Impero di Monomotapa, e la prima fortezza portoghese nell'Africa orientale fu eretta lì nel 1505 (Forte São Caetano de Sofala). Il porto di Sofala fu però rovinato da un banco di sabbia in movimento da molto tempo e da banchi pericolosi, divenendo inadatto come tappa per le flotte indiane. Quindi, nel 1507, la IX Flotta Indiana (Mello, 1507) conquistò Mozambico e vi eresse Forte São Gabriel (sostituito da Forte São Sebastião nel 1558), per utilizzare il suo ampio e ben riparato porto. 

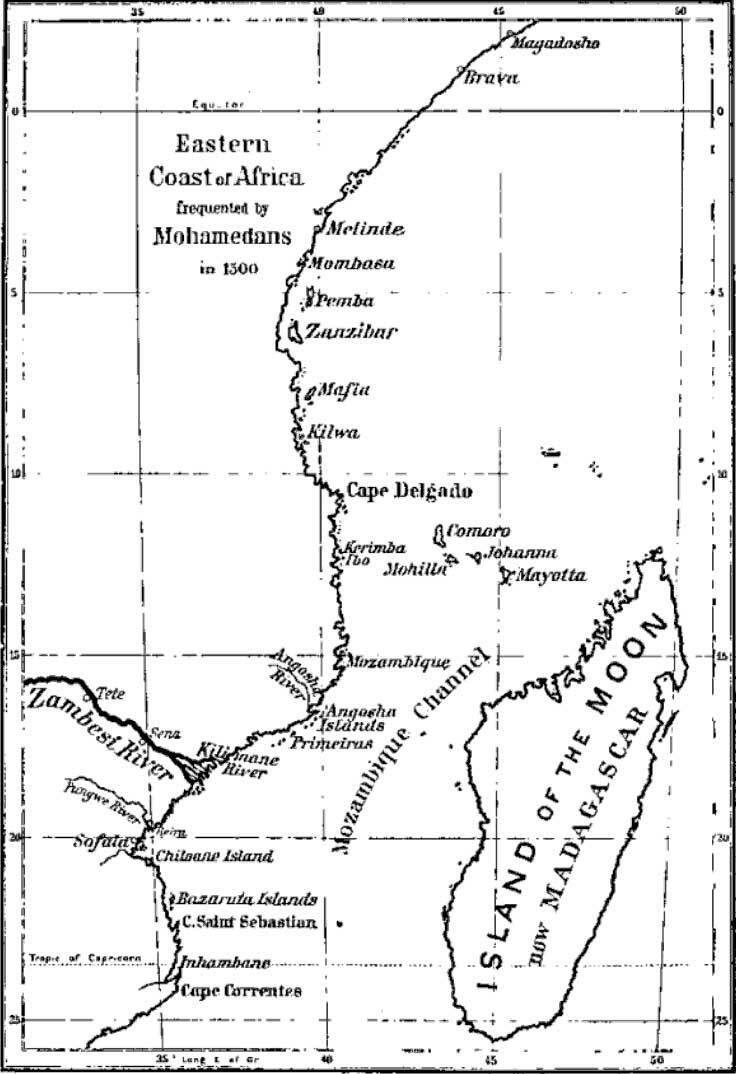
Principali città della Costa Swahili dell'Africa orientale, c. 1500.

Mozambico era però svantaggiata da una cronica aridità: non produceva praticamente nulla a livello locale e doveva importare persino l'acqua potabile dalla terraferma! Rifornirvi un avamposto non era cosa semplice. Sebbene gli isolani avessero creato pozze d'acqua, giardini e palmeti di cocco (essenziali per il legname) proprio di fronte alla costa africana (Insenatura di Cabaceira), i bantu dell'area erano generalmente ostili sia agli swahili sia ai portoghesi, probabilmente per suppurate acredini legate al commercio di schiavi, e spesso impedivano la raccolta di rifornimenti. Gli agenti portoghesi a Mozambico dovevano garantire la spedizione di scorte sufficienti da altri punti della costa orientale africana prima dell'arrivo previsto della flotta, oltre a beni che potevano essere smerciati a buon prezzo in India: oro, avorio, rame, perle e corallo.
Dopo Mozambico, la flotta puntava a nord fino alla latitudine dell'equatore (alle Seychelles, a 4º S, punto di riferimento comune). Da qui si levavano gli importantissimi monsoni di sud-ovest. La flotta puntava allora verso est lasciando che il monsone la portasse attraverso l'Oceano Indiano fino all'India. Ciò però presumendo che le navi fossero arrivate all'equatore ad agosto.
Secondo la stima di Pimentel 1746, le navi dovevano lasciare Mozambico prima del 25 agosto per sfruttare il monsone estivo. Se la flotta fosse arrivata a fine stagione (settembre) il monsone sud-ovest poteva ancora soffiare nella giusta direzione ma le navi rischiavano di non raggiungere un porto indiano sicuro prima che il monsone invertisse la direzione (di solito tra la fine di settembre e l'inizio di ottobre, mutando sul vettore di nord-est). Quindi, a fine stagione, le navi venivano solitamente fermate in Africa fino all'aprile successivo.
La rotta sopra-descritta supera senza sostarvi quasi tutte le città costiere africane orientali a nord di Mozambico: Kilwa (Quíloa), Zanzibar, Mombasa (pt. Mombaça), Malindi (pt. Melinde), Barawa (pt. Brava), Mogadiscio (pt. Magadoxo), ecc. Questo non vuol dire che i portoghesi non visitassero quei luoghi: anzi, alcuni avevano arsenali e fortezze lusitani (es. Forte Santiago a Kilwa, dal 1505 al 1512). Erano le flotte indiane, schiave del loro rigido calendario monsonico, a non sostarvi. 

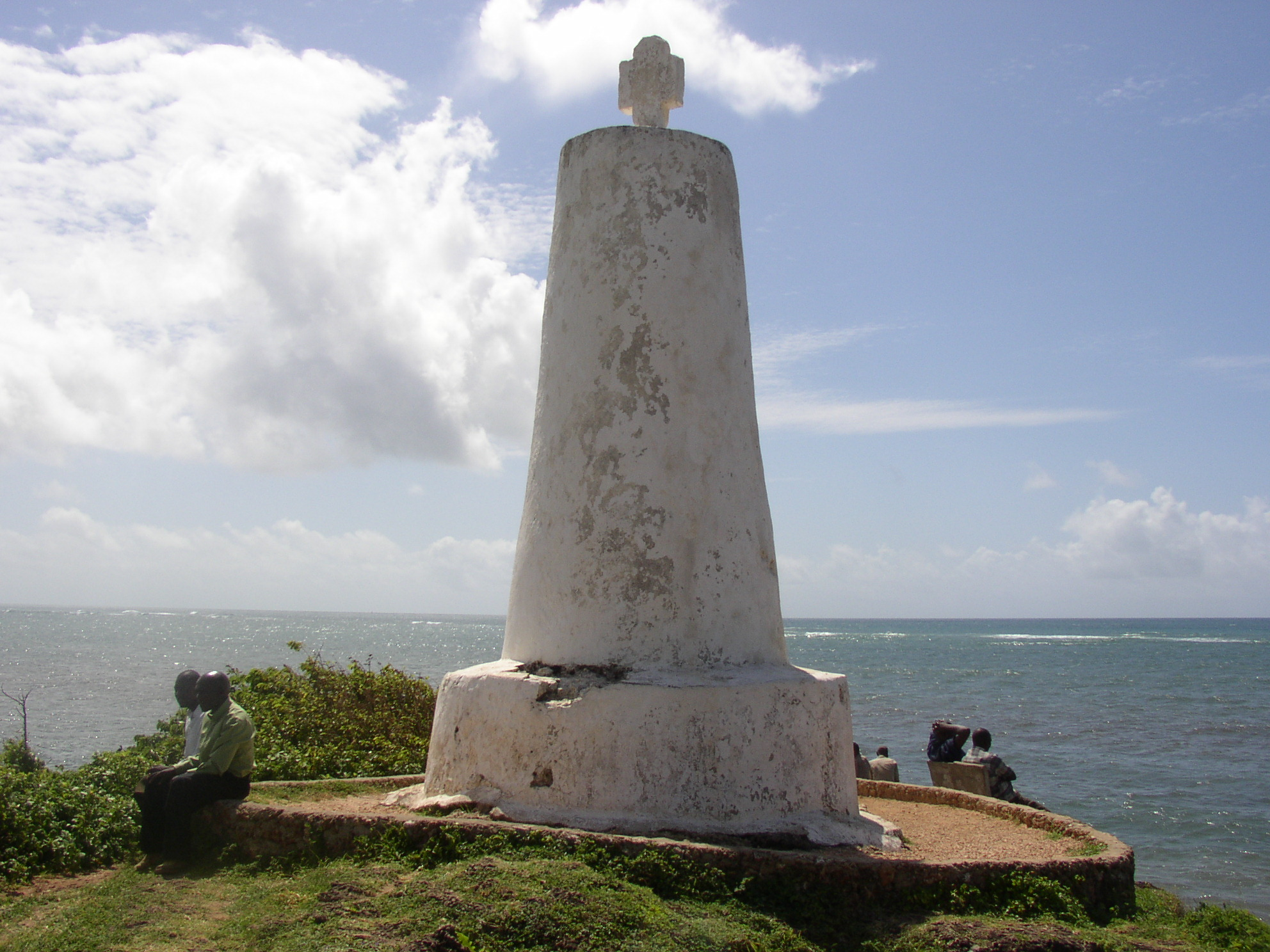
Padrão di Vasco da Gama a Malindi (Kenya).

Malindi poteva essere una valida sosta d'emergenza per la flotta. Alleato portoghese dal primo viaggio di da Gama (1498), Malindi accoglieva calorosamente i portoghesi ed elargiva molti rifornimenti. A differenza della maggior parte delle altre città swahili, Malindi era sulla terraferma e aveva un ampio entroterra con fertili campi coltivati, tra cui boschi di arance e limoni (fondamentali per combattere lo scorbuto). Purtroppo Malindi aveva un porto inadeguato: sebbene le acque fossero mantenute calme da una barriera corallina, l'area di ancoraggio era disseminata di banchi. Aveva, tuttavia, una particolare roccia sporgente che fungeva da discreto pontile naturale per il carico e lo scarico delle merci.

L'altro vantaggio di Malindi era che, a 3º15' S, era praticamente alla giusta latitudine per catturare il monsone sud-occidentale per traversare l'oceano Indiano. Molti piloti locali esperti - Swahili, Arabi o Gujurati - potevano essere arruolati in città e vi si reperivano anche informazioni circa lo status degli affari d'oltre mare. Dipendeva tutto dal tempo: se la flotta era stata decentemente equipaggiata a Mozambico, una sosta a Malindi, per quanto deliziosa o utile, sarebbe stata una spesa di tempo piuttosto inutile e rischiosa.
Con il monsone, le flotte portoghesi di solito arrivavano in India all'inizio di settembre (a volte alla fine di agosto). L'approdo obbligato era solitamente l'isola di Angediva. Da lì, le navi sostituivano alla vela quadra quella latina per bordeggiare a sud lungo la costa del Malabar fino alla città di Kochi (po. Cochin), nel Kerala, il principale porto di spezie accessibile ai portoghesi, loro quartier generale e centrale operativa in India nei primi decenni. Le cose cambiarono con la conquista portoghese di Goa nel 1510. La cattura di Goa fu in gran parte motivata dalla necessità di trovare un'alternativa a Angediva come primo punto di ancoraggio per le armate: l'isola era infatti inadeguata perché incapace di sostentare le flotte in riparazione e in attesa dei venti favorevoli per Kochi (vi si trovavano solo alcuni villaggi di pescatori) e ubicata in acque pericolose, infestate dai pirati e dalle flotte in costante guerra del sultanato di Bijapur (musulmano) e dell'Impero di Vijayanagara (indù). Oltretutto, i venti che portavano la flotta a Kochi impedivano alle navi la traversata opposta in caso di bisogno. I portoghesi avevano comunque tentato di erigere una fortezza ad Angediva ma fu smantellata dai Bijapur e allora il governatore Alfonso de Albuquerque risolse che la vicina isola-città di Goa, con il suo ottimo porto, era preferibile e la occupò nel 1510, facendone la prima sosta indiana della flotta in arrivo dall'Africa. Sebbene Kochi, con i suoi importanti mercati delle spezie, rimase la destinazione finale e il quartier generale ufficiale portoghese in India fino al 1530, Goa era un attracco più favorevole e fungeva da centro militare-navale. Le banchine di Goa presto produssero le proprie navi per il viaggio di ritorno dall'India al Portogallo e per ulteriori espansioni lungo le rotte dell'Estremo Oriente: tra il 1511 ed il 1517, le navi portoghesi avrebbero raggiunto il Siam, le Molucche, le coste della Cina, Timor e Canton.

### Viaggio di ritorno
Il viaggio di ritorno era più breve di quello d'andata. La flotta lasciava l'India a dicembre, seguendo il monsone nord-orientale verso la costa africana. Passando attraverso il Canale del Mozambico, le navi rimanevano vicine alla terraferma per evitare i venti occidentali e catturare la corrente di Agulhas per aggirare il Capo di Buona Speranza. Una volta nell'Atlantico, la flotta sfruttava gli alisei sudorientali e puntava a ovest dell'Isola di Ascensione e di Sant'Elena fino alla depressione. Le navi proseguivano quindi quasi in linea retta verso le Azzorre, a nord, ove catturavano le correnti occidentali per tornare a Lisbona.

## Logistica delle flotte

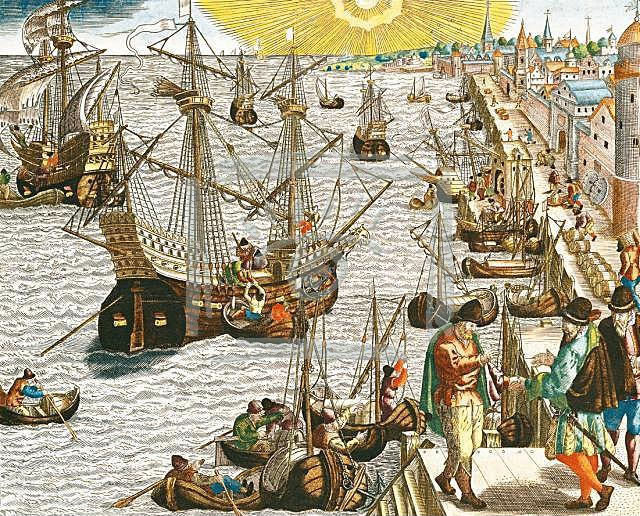
Partenza della flotta per le Indie dal porto di Lisbona - Theodor de Bry, (1592).

### Organizzazione
Le dimensioni della flotta potevano variare da un dispiegamento di venti navigli a piccole spedizioni di 4-5 legni. Nel primo decennio (1500-1510), quando i portoghesi si stabilirono in India, le flotte comprendevano una media di circa 15 navi all'anno. Si scese a 9-10 navi nel 1510-1525. Dal 1526 al 1540, le flotte decrebbero ulteriormente (7–8 navi all'anno), con alcuni casi eccezionali di flotte di grandi dimensioni (anni 1533, 1537 e 1547) causate da esigenze militari, ma anche diversi anni di flotte eccezionalmente piccole. Nella seconda metà del XVI secolo, la flotta indica si stabilizzò su 5–6 navi all'anno, con pochissime eccezioni (si superarono le 7 navi nel 1551 e 1590 e si scese sotto le 4 nel 1594 e 1597).
L'organizzazione della spedizione era nelle mani della Casa da Índia, la compagnia commerciale reale fondata intorno ai primordi delle esplorazioni portoghesi (nacque nel 1434 come Casa de Ceuta), massicciamente ristrutturata da Manuele I del Portogallo nel biennio 1500-1501 per gestire e monitorare il monopolio della Corona sul commercio indico: ricevere merci, riscuotere dazi, assemblare, mantenere e programmare le flotte, contrarre commercianti privati, corrispondenza con le feitoria (fabbriche estere), redigere documenti e gestire questioni legali.
Separatamente dalla Casa ma in coordinamento con essa operava l'Armazém das Índias, l'agenzia reale incaricata dell'equipaggiamento nautico che sovrintendeva alle banchine di Lisbona e all'arsenale navale, responsabile dell'addestramento di piloti e marinai, della costruzione e riparazione delle navi, dell'approvvigionamento e della fornitura di equipaggiamento navale quale vele, corde, cannoni, strumenti e, soprattutto, mappe. Il Piloto-mor ("capo pilota") dell'Armazém, incaricato dell'addestramento dei piloti, era, fino al 1548, anche il custode del Padrão Real, la mappa segreta del maestro reale che incorporava tutti i dettagli cartografici riportati dai capitani portoghesi ed esploratori e su cui erano basate tutte le carte nautiche ufficiali. La proiezione e l'assunzione degli equipaggi era funzione del Provedor dell'Armazém.

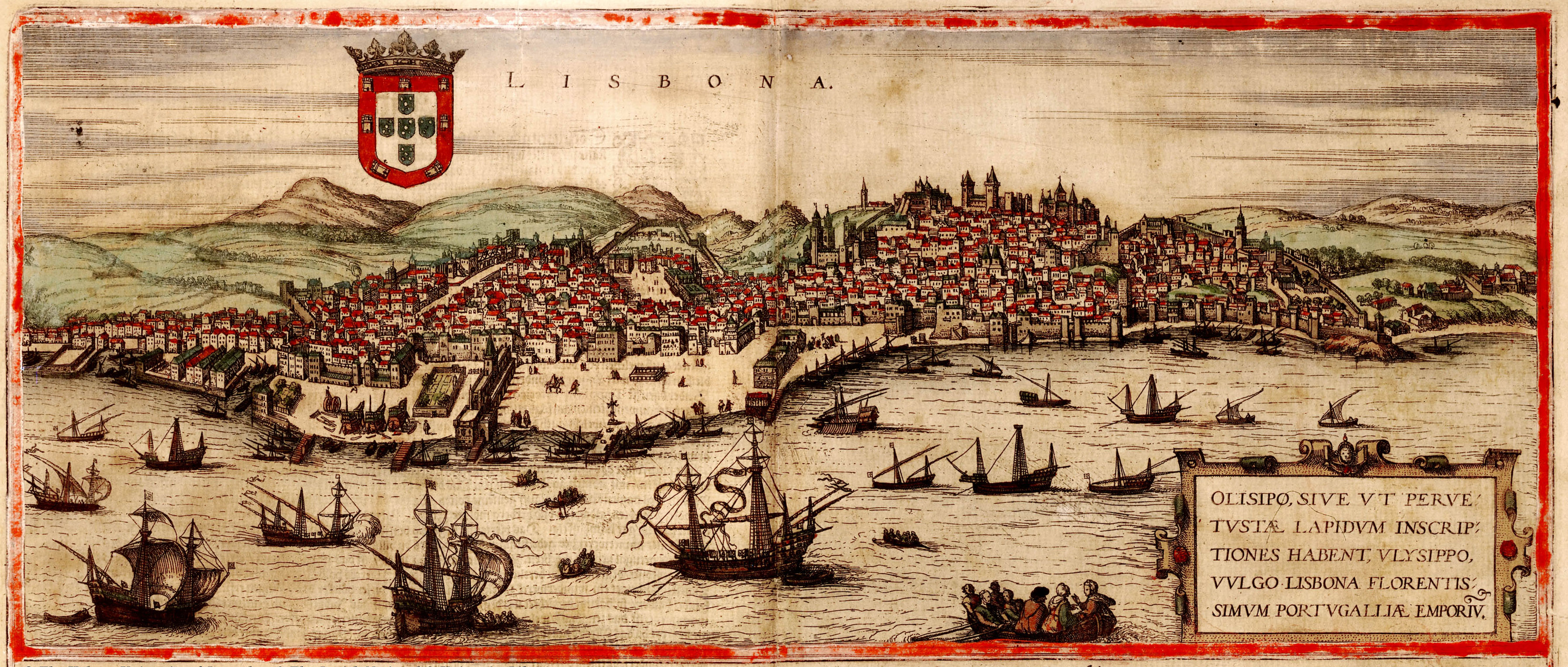
Il Palazzo della Ribeira in primo piano di questa veduta di Lisbona - ill. dal Civitates orbis terrarum di Georg Braun e Frans Hogenberg (1572).

Almeno dal 1511 (forse prima), gli uffici della Casa da India erano situati al pianterreno del Palazzo della Ribeira, presso il Terreiro do Paço a Lisbona, con l'Armazém nelle vicinanze. Né la Casa né l'Armazem devono essere confusi con l'Estado da Índia, il governo coloniale portoghese in India, inaugurato solo nel 1505 con la nomina del primo viceré dell'India, che era separato e riferiva direttamente alla Corona.
La flotta poteva includere navi di privati oltre che della Corona. Le spese di allestimento di una nave erano immense e pochi privati lusitani avevano le carte in regola per finanziarne una, nonostante l'entusiasmo del governo. Nelle prime flotte per l'India figurano pertanto solo navi private organizzate da consorzi, spesso con capitale straniero fornito da facoltose compagnie commerciali italiane e tedesche. Il fenomeno fu altalenante: i dazi regali, i costi di allestimento, il tasso di logoramento e il rischio di perdita durante la rotta per l'India erano spesso troppo elevati per le casse dei privati. I mercanti lusitani, pertanto, preferivano stipulare contratti di carico di materiale privato sulle navi della Corona.
L'assicurazione marittima era ancora sottosviluppata ma ben nota ai portoghesi e la sua pratica sembrava già consuetudine.

### Navi

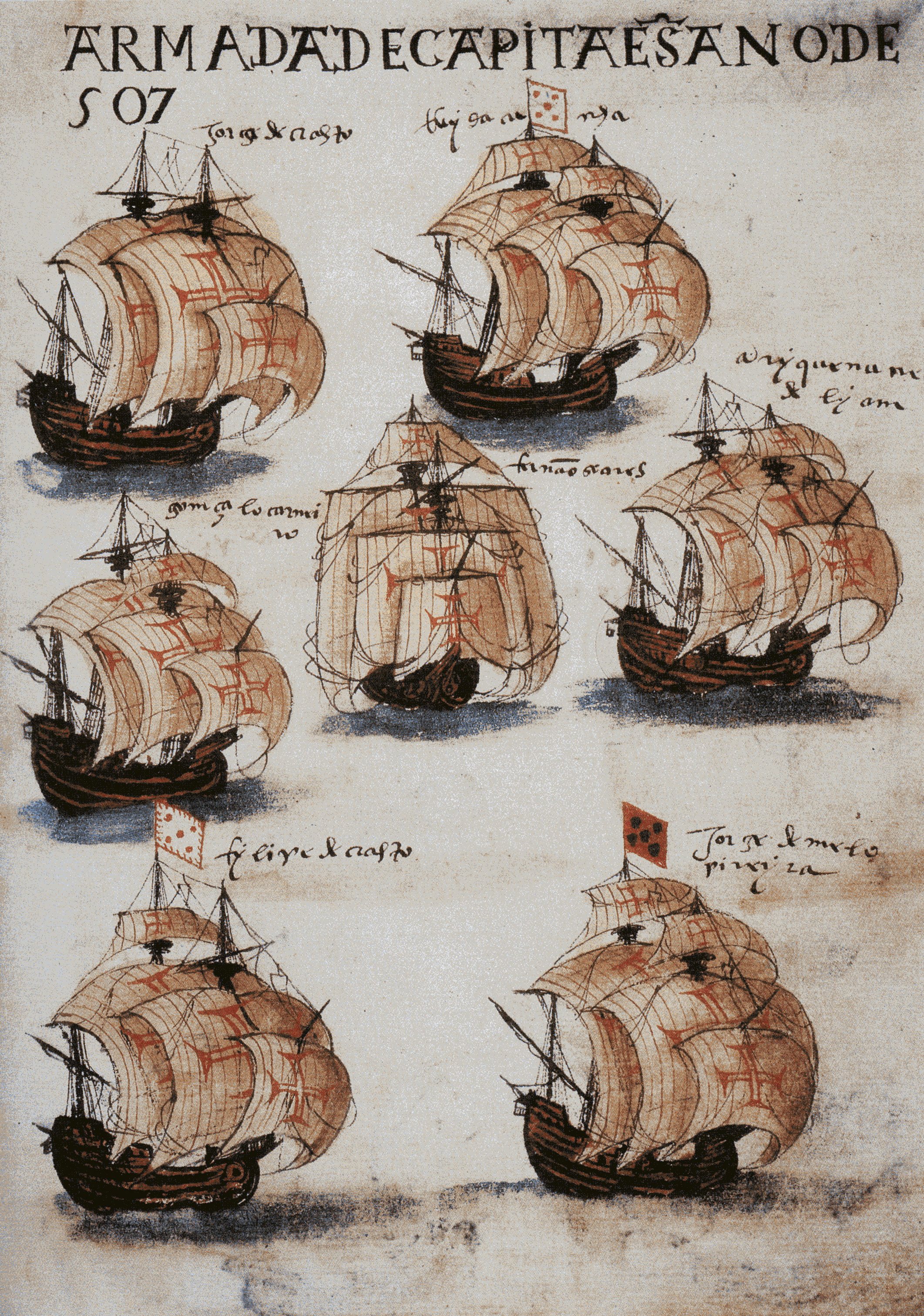
Caracche della Flotta d'India del 1507 - ill. dal Livro de Lisuarte de Abreu.

Le navi utilizzate per il viaggio verso l'India erano solitamente le caracche (pt. carraca), evoluzione tardo quattrocentesca delle grandi nau che i portoghesi avevano sviluppato dalla cocca anseatica. Inizialmente navi di dimensioni non eccezionali (100 t di dislocamento con equipaggio di 40-60 uomini: es. la São Gabriel di Vasco da Gama, una delle più grandi dell'epoca nel 1497, dislocava solo 120 t) crebbero in grandezza con il progredire delle spedizioni indiche: l'ammiraglia della flotta di Cabral nel 1500, la El-Rei, stazzava 240-300 t; la Flor de la Mar, costruito nel 1502, stazzava 400 t; almeno una delle navi della flotta di Alfonso de Albuquerque del 1503 stazzava 600 t. Questo tasso di aumento nelle dimensioni delle navi (sempre indicate come nau anche se ormai caracche vere e proprie), molto spinto al principio del Cinquecento, rallentò nel corso del secolo, fissando il dislocamento standard della caracca cinquecentesca a 400 t.
Nel 1550, durante il regno di Giovanni III, furono costruiti alcuni colossi di 900 t per le rotte dell'India, nella speranza che navi più grandi avrebbero garantitoeconomie di scala ma l'esito dell'esperimento fu negativo. Non solo i costi di allestimento di una nave così grande erano sproporzionatamente elevati, ma si dimostrarono insostenibili e inutili per navi destinate alle acque infide del Canale di Mozambico. Tre dei nuovi colossi si persero rapidamente sulla costa dell'Africa meridionale: il São João (900 t, costruito nel 1550, distrutto il 1552), il São Bento (900 t, costruito nel 1551, distrutto il 1554) e il più grande di tutti, il Nossa Senhora da Graça (1.000 t, costruito nel 1556, distrutto il 1559).
Questo tipo di perdite indusse re Sebastiano a emanare un'ordinanza nel 1570 che fissava il limite massimo delle caracche destinate alla rotta indiana a 450 t. Tuttavia, dopo l'Unione iberica del 1580, questo regolamento fu ignorato e i costruttori navali, probabilmente sollecitati dai mercanti che speravano di aumentare il carico in ogni viaggio, ripresero a produrre navi più grandi: le dimensioni delle caracche indiche fissarono una media di 600 t nel periodo 1580-1600, con diversi legni enormi di 1.500 t (o superiori) che fecero la loro comparsa nel 1590.
L'inutilità di queste enormi caracche tornò a farsi però manifesta quando, nell'agosto del 1592, il corsaro inglese Sir John Burroughs catturò l'enorme caracca Madre de Deus alle Azzorre nella Battaglia di Flores (1592). La Madre de Deus, costruita nel 1589, era una caracca di 1.600 t, con sette ponti e un equipaggio di circa 600 uomini: la più grande nave portoghese giunta in India. Al comando di Fernão de Mendonça Furtado, la nave stava tornando da Kochi con un carico enorme quando fu catturata da Burrough: si stima che il valore del tesoro razziato su questa singola nave equivalesse alla metà dell'intero tesoro della corona inglese. La perdita di siffatto carico in un colpo solo confermò la follia di costruire navi così gigantesche. Le caracche destinate alla rotta indiana tornarono pertanto a dimensioni più piccole dopo la fine del secolo.

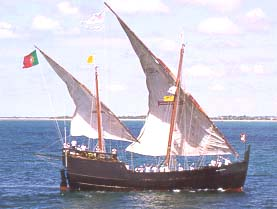
Caravella tp. Caravela Latina - replica.

All'inizio della Carreira da India, le caracche viaggiavano accompagnate da caravelle (pt. caravelas). Navi piccole (50-70 t, raramente 100 t) e agili (al massimo 20-30 uomini d'equipaggio totali), armate con vele latine (Caravela Latina) o quadre (Caravela Redonda), che si prestavano a una miriade d'usi: retroguardia; avanscoperta; schermaglia. Le caravelle dirette in India spesso restavano lontane dalla madrepatria per lungo tempo, dedicandosi al servizio di pattugliamento costiero lungo la rotta, piuttosto che tornare con le caracche con cui erano partite.
Nel corso del XVI secolo, le caravelle furono gradualmente eliminate in favore di un nuovo natante da combattimento, il galeone (pt. galeão) che stazzava tra le 100 a 1.000 t. Basato sul design della caravella da guerra (pt. Caravela de armada) Il galeone portoghese sviluppò probabilmente durante il primo quarto del XVI secolo, contribuendo all'egemonia del Portogallo in Oriente. Era pesantemente armato e robusto, con una capacità di carico inferiore rispetto alle nau e alle caracche utilizzate per il trasporto delle merci, particolarmente adatto a scortare flotte e convogli, in particolare lungo la rotta per l'India. Questa nave fu un precursore e un pioniere nel suo genere, anche nel numero e nella disposizione delle sue vele, nella sua forma nel suo insieme. In termini strutturali, può costituire un'evoluzione (in parte) della caravella a vele quadre, anche se più largo e pesante. Aveva castello di prua più basso e discreto e scafo più stretto e affusolato rispetto alla nau, come la caravella a vele quadre, che si sostanzia nel rapporto più alto tra la lunghezza e la prua. Entrambe le caratteristiche, unite a un potente armamento e a linee più idrodinamiche, fecero del galeone, nei secoli XVI e XVII, la nave da guerra portoghese per eccellenza. Inoltre il suo scafo presentava una maggiore densità di fari e longheroni che rendevano la struttura più solida e, soprattutto, più resistente all'artiglieria navale. Non era agile come la caravella ma poteva montare molti più cannoni.

Con l'introduzione del galeone, le caracche tornarono quasi esclusivamente navi mercantili (altro motivo che permise lo stazzamento "folle" di fine secolo). Uno dei più grandi e famosi galeoni portoghesi fu il São João Baptista (soprannominato Botafogo, lett. "sputafuoco"): un legno di 1.000 t, costruito nel 1534, armato con 366 cannoni.
Molte flotte contavano anche piccole navi da rifornimento, destinate a essere affondate lungo la rotta una volta consumate le scorte. Il loro equipaggio passava sugli altri legni, mentre le navi venivano bruciate per recuperare chiodi e altro materiale ferroso.
La velocità media di una flotta indiana era di circa 2,5 nodi ma alcune navi potevano raggiungere velocità comprese tra 8 e 10 per alcuni tratti.

### Navigabilità
La navigabilità (intesa come resistenza all'usura provocata dal mare) era, insieme con l'artiglieria, una caratteristica distintiva dei legni portoghesi impegnati per la rotta indiana.
Con alcune eccezioni (es. la Flor de la Mar e la Santa Catarina do Monte Sinai ), le navi lusitane per l'India erano progettate per 4-5 anni di servizio. La sopravvivenza di una nave a un singolo viaggio sino al subcontinente era di per sé un successo: poche navi di qualsiasi nazione all'epoca erano in grado di rimanere in mare anche solo per un quarto del tempo senza spezzare il loro fasciame.
Il successo ingegneristico lusitano dipendeva dalle innovazioni del XV secolo nella costruzione navale che migliorarono notevolmente la navigabilità e longevità dei navigli: chiodi di ferro (anziché pioli di legno) per contenere le assi; la miscelazione del piombo nelle cuciture e una tecnica di calafataggio che migliorava il tradizionale rovere con la pasta "galagala" (una specie di mastice pressato tra le assi ottenuto miscelando quercia, lime e olio); l'abbondante rivestimento di pece e catrame di pino (importati in grandi quantità dalla Germania settentrionale) che dava allo scafo il caratteristico e per alcuni osservatori "sinistro" colore scuro (v.si le "Navi nere" della tradizione culturale nipponica).

### Artiglieria

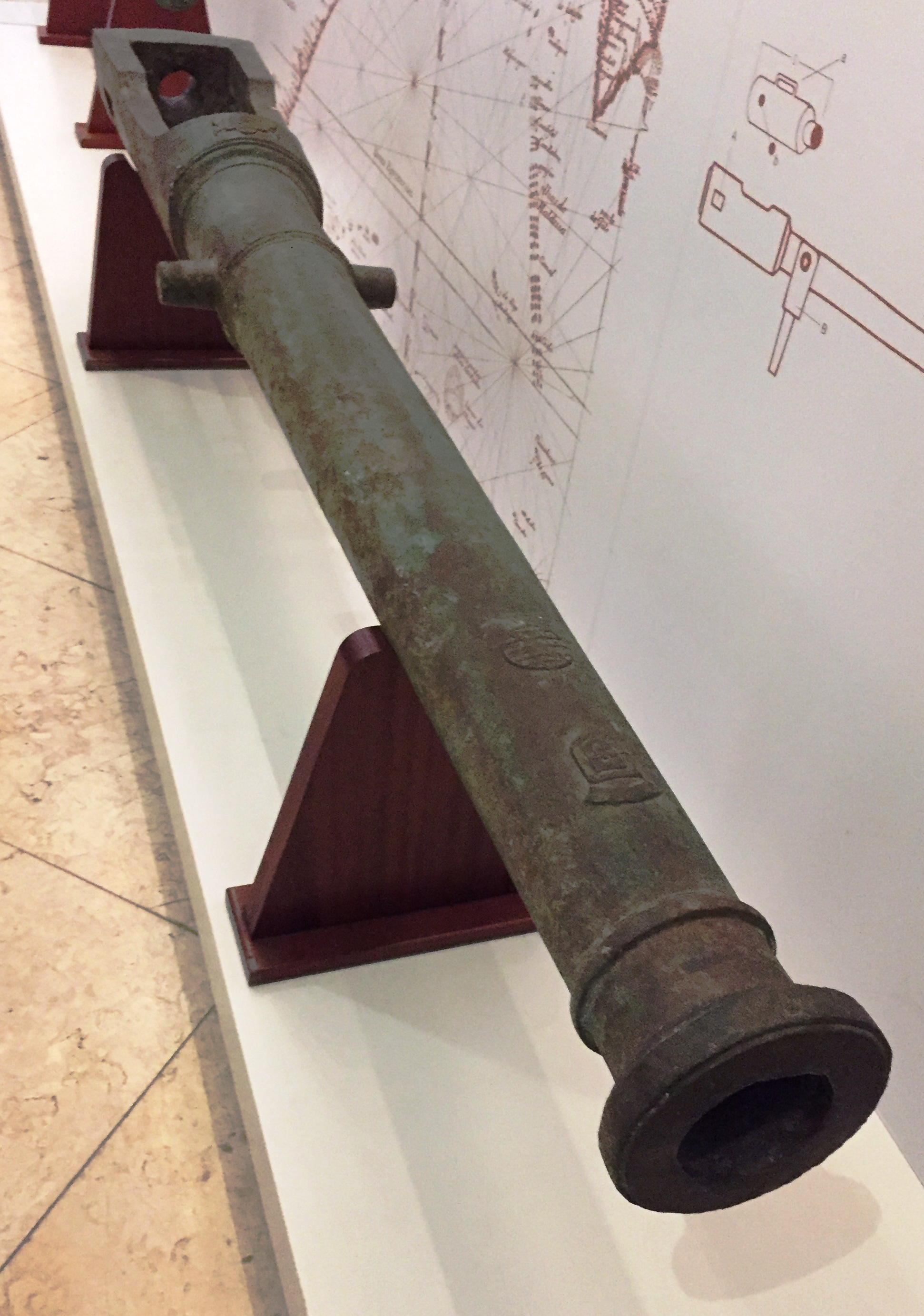
Falconetto portoghese a retrocarica - regno di Sebastiano

L'artiglieria navale fu il più grande vantaggio che i portoghesi esercitarono sui loro rivali nell'Oceano Indiano, anzi sulla maggior parte delle altre marine, e la Corona non risparmiò spese per procurarsi e produrre le migliori armi navali consentite dalla tecnologia europea del tempo.
Già Giovanni II del Portogallo, mentre era ancora un principe nel 1474, è riconosciuto come un pioniere dell'introduzione di un ponte rinforzato sulla caravella del tempo di Enrico il Navigatore per consentire il montaggio di armi pesanti. Nel 1489, introdusse le prime squadre standardizzate di mitraglieri addestrati (c.d. "bombardeiros") su ogni nave e lo sviluppo di tattiche navali che massimizzarono le cannonate a lato piuttosto che l'abbordaggio prediletto dagli scontri tra galee.
La Corona si appropriò della migliore tecnologia bellica disponibile in Europa: fond. il nuovo, più durevole e molto più preciso cannone di bronzo sviluppato in Europa centrale in sostituzione del vecchio e meno preciso cannone in ferro battuto. Nel 1500 il Portogallo importava grandi volumi di rame e cannoni dal nord Europa e si era affermato come il principale produttore di artiglieria navale d'avanguardia. Trattandosi di un'industria della Corona, le considerazioni sui costi non frenarono la ricerca delle migliori qualità, innovazioni e conoscenze. La Corona pagò stipendi e premi per attirare i migliori armaioli e artiglieri europei (principalmente tedeschi) per far avanzare l'industria bellica lusitana. Ogni innovazione introdotta altrove fu immediatamente assorbita e adeguata dai portoghesi: cannoni di bronzo (orig. fiamminga/tedesca); cannoni a retrocarica tramite culatta (prob. orig. tedesca); scafi corazzati (prob. orig. inglese) e l'idea (orig. francese - 1501 circa) di ritagliare i sabordi (pt. portinhola) nello scafo per consentire il montaggio di cannoni pesanti sotto il ponte.
A questo proposito, i portoghesi guidarono l'evoluzione della moderna guerra navale, allontanandosi dallo schema medievale incentrato sull'abbordaggio e sulla conquista della nave nemica in favore del suo affondamento tramite artiglieria e facendo così della nave da guerra una piattaforma galleggiante d'artiglieria.
Secondo Correia, la tipica caravella da combattimento della IV Armata d'India di da Gama (1502) trasportava 30 uomini, quattro cannoni pesanti sottocoperta, sei falconetti (pt. falconete) in coperta (due fissati alla poppa) e dieci archibusoni (pt. canhão de berço) sul quarto-ponte e a prua. Una caracca da combattimento aveva invece: sei pezzi pesanti sottocoperta, otto falconetti in coperta, diversi archibusoni e due pezzi fissi che sparavano dall'albero. Sebbene una caracca "d'armata" trasportasse più potenza di fuoco di una caravella, era molto meno rapida e manovrabile, specialmente a pieno carico. I cannoni di una caracca erano principalmente difensivi o per i bombardamenti di supporto contro la terraferma. Nel complesso, i combattimenti in mare venivano generalmente lasciati alle caravelle armate. Lo sviluppo del galeone rimosse poi la necessità di far valere la potenza di fuoco delle caracche (nella maggior parte dei casi).

### Perdite

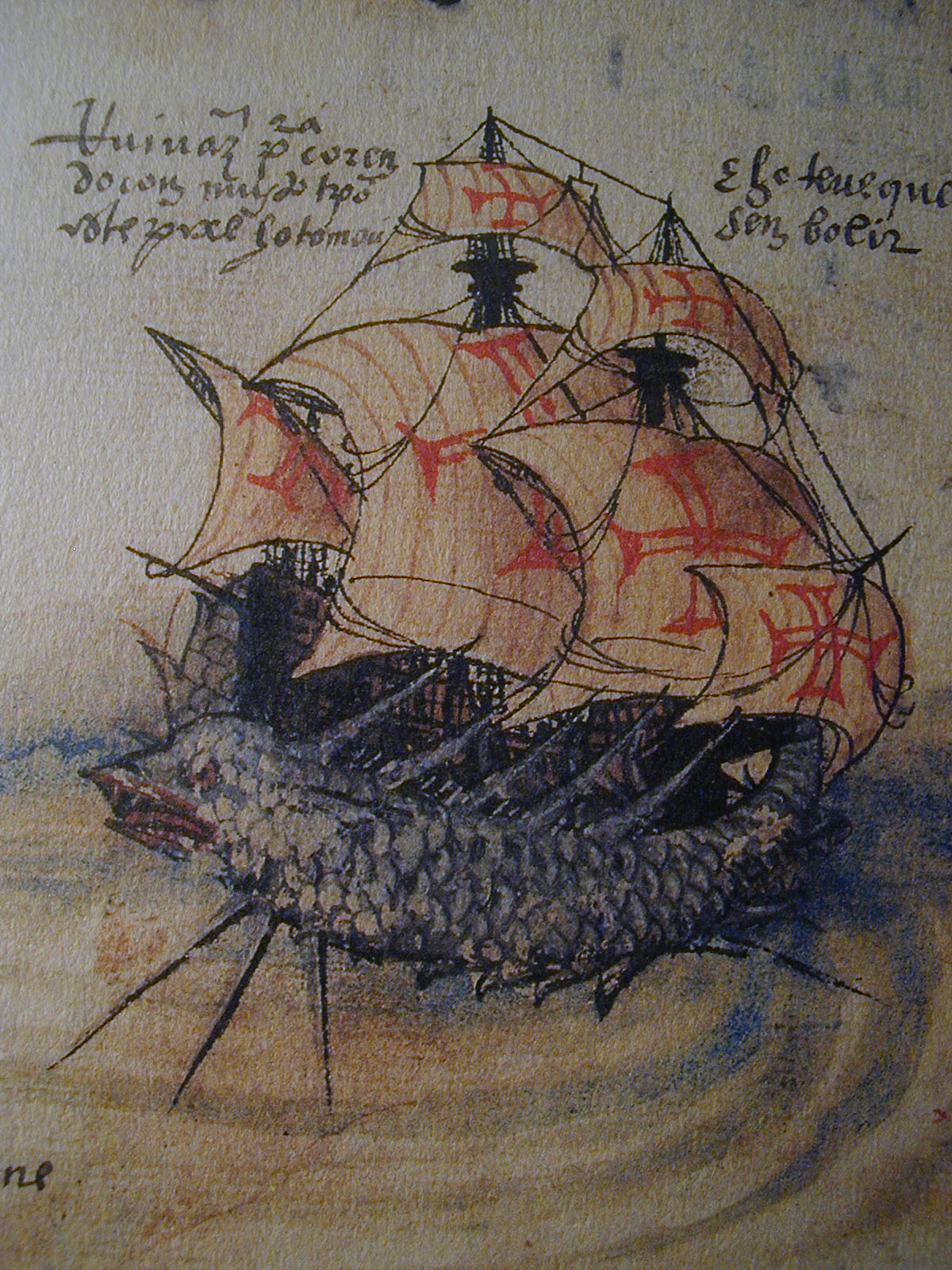
Mostro marino raffigurato nel Livro de Lisarte de Abreu.

Secondo lo storico Oliveira Martins, delle 806 navi inviate in India tra il 1497 e il 1612, 425 tornarono sane e salve in Portogallo, 20 tornarono senza esser giunte a destinazione, 66 furono perse, 4 furono catturate dal nemico, 6 furono affondate e/o bruciate, e 285 rimasero in India, da dove servirono verso altre rotte, con alterni destini, in Estremo Oriente.
Il tasso di perdite fu più alto in alcuni periodi rispetto ad altri, riflettendo un'attenzione maggiore o minore a standard di costruzione navale, organizzazione, supervisione, addestramento, ecc. che si rivelano navi mal costruite, carichi eccessivi, ufficiali incompetenti, oltre ai rischi del tempo di guerra. I tassi oscillarono drammaticamente. Secondo una stima, nel 1571-1575, il 90% delle navi indiane tornò in salvo; nel 1586-1590, il tasso di successo scese a meno del 40%; tra il 1596 e il 1605, il tasso salì nuovamente al di sopra del 50% ma negli anni successivi tornò al 20% circa.

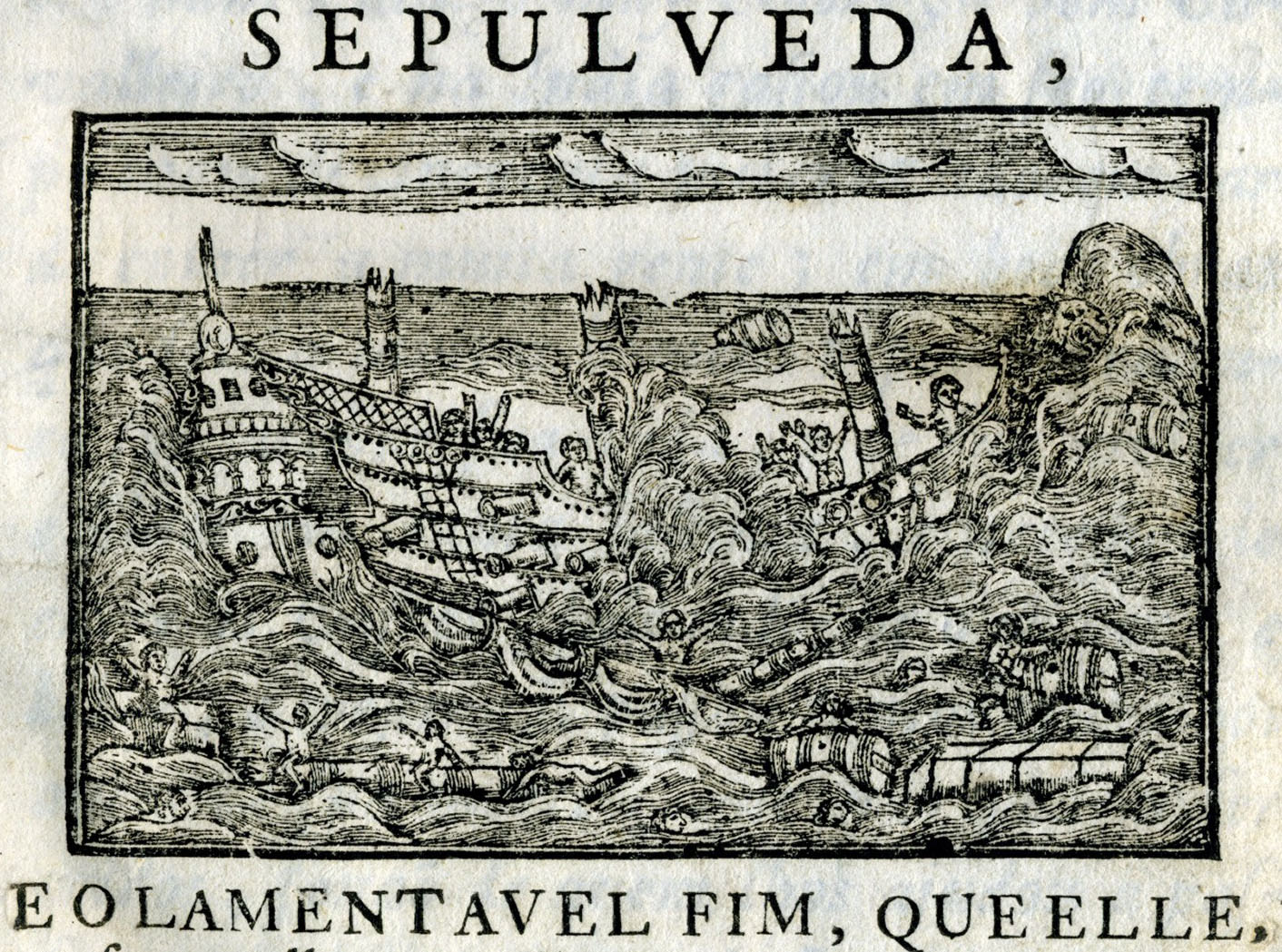
Relitto della São João, una grande caracca indiana da 900 t, al largo della costa del Sudafrica, ill. del 1552.

Il fatto che solo quattro navi siano state catturate da potenze rivali fu abbastanza sorprendente. Nello specifico, furono: 
1. la nave di Jó Queimado, originariamente parte della VIII Armata d'India (1506) di Tristão da Cunha. Fu catturata nel 1508 dal corsaro francese Pierre de Mondragon, si dice nel Canale del Mozambico ma più probabilmente vicino alle Azzorre. Mondragon fu poi rintracciato e fatto prigioniero da Duarte Pacheco Pereira nel gennaio del 1509, al largo di Capo Finisterre.[46]
2. la Santa Catarina do Monte Sinai, una grande caracca costruita a Goa nel 1512. Portò Vasco da Gama in India quale Viceré nel 1523 e stava tornando in Portogallo nel 1525, con l'ex governatore Duarte de Meneses, quando scomparve: secondo alcuni fu catturata dai corsari francesi, secondo altri fu lo stesso Menezes a dirottarla per farne una nave pirata.[1][47][48]
3. la São Filipe, di ritorno dall'India, fu catturata nel 1587 dal corsaro inglese Sir Francis Drake, al largo delle Azzorre. Si trattò di un successo clamoroso per gli inglesi poiché, oltre al carico, misero le mani su un tesoro di mappe e carte descriventi in dettaglio il commercio portoghese in Asia che permise la loro prima spedizione in India, al comando di Sir James Lancaster, nel 1591.[49]
4. la gigantesca caracca Madre de Deus, catturata nel 1592 da Sir John Burroughs vicino alle Azzorre (v. sopra).[37]

Esulano dal conto le navi che, attaccate, furono successivamente affondate, né si considera il destino dei legni lasciati in India per seguire altre tratte orientali: es. la grande caracca Santa Catarina (da non confondersi con la Santa Catarina do Monte Sinai), catturata nel 1603 dal capitano olandese Jacob van Heemskerck a Singapore sulla rotta Macao-Malacca il cui carico di prodotti sino-giapponesi (spec. una piccola fortuna in muschio) quasi raddoppiò il capitale della nascente Compagnia olandese delle Indie orientali (nl. Vereenigde Oost-Indische Compagnie "VOC").
Le perdite delle navi non devono poi essere confuse con le perdite dell'equipaggio dovute a malattie, privazioni, incidenti, combattimenti e diserzioni. Queste erano infatti orribilmente alte: un terzo, o addirittura la metà, degli uomini, anche nelle annate "buone".

### Equipaggio

Lo stendardo dell'Ordine del Cristo (Portogallo) divenne de facto l'insegna navale e militare dei capitani lusitani agli ordini del Viceré d'India poiché molti di essi appartenevano a quell'ordine cavalleresco.

L'ammiraglio (pt. Capitão-mor, lett. "capitano maggiore") dell'armata, necessariamente un nobile di qualche grado, aveva piena giurisdizione sulla flotta. Di solito c'era anche un vice-ammiraglio (pt. Soto-capitão) designato per assumere il comando in caso di scomparsa dell'ammiraglio o qualora fosse necessario dividere la flotta in squadroni separati. Se un'armata trasportava in India il Viceré questi ne era il comandante, anche se de facto delegava il comando al capitano della nave ammiraglia.
Ogni nave aveva un capitano (pt. Capitão): una posizione abbastanza redditizia che divenne molto attraente per i nobili minori e gli uomini ambiziosi in cerca di fortuna facile e veloce e che la Corona era felice di "vendere" sotto forma di patrocinio a candidati con poca o nessuna esperienza in mare. Il capitano era formalmente il rappresentante del re e la massima autorità sulla sua nave. Tutti, anche i nobili passeggeri seppur di rango maggiore, erano sotto la sua giurisdizione. Questa supremazia si riduceva solo quando era l'ammiraglio della flotta a salire a bordo e, comunque, cessava nel momento in cui la nave attraccava in India passando sotto la giurisdizione del Viceré.
Un'altra figura importante su una nave indiana era l'Escrivão (it. "Scrivano"), sorta di segretario del capitano e agente reale di fatto, responsabile del registro della nave e dell'inventario del carico. Burocrate a riporto della Casa da Índia, era l'agente più fidato della Corona a bordo, custode dei suoi interessi, e quindi dotato di molto più potere di quanto il ruolo prevedesse. Alla partenza, è a lui che venivano consegnate le chiavi della stiva (pt. porão) e il sigillo reale per sigillare il carico. Nessuno, nemmeno il capitano, era autorizzato a visitare la stiva senza lo scrivano. Le razioni stesse, pare, non potevano essere distribuite senza il suo assenso. Dopo la cattura di una nave nemica, lo scrivano era immediatamente scortato a bordo della nave catturata per sigillarne la stiva, le cabine, le casse e per inventariare del bottino.

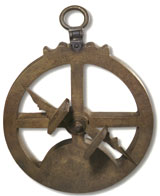
L'astrolabio del marinaio fu sviluppato poco prima del 1500 e trovò il suo primo utilizzo massiccio proprio nelle prime armate d'India.

Il comando tecnico della nave era nelle mani del Piloto che univa i ruoli di pilota e navigatore, e del Soto-piloto suo assistente. Essi non si limitavano a guidare la nave ma erano responsabili di tutte le questioni di navigazione: carte, strumenti, rotta da tracciare, ecc. Dato che i capitani erano spesso piuttosto inesperti, il pilota era di solito il vero "alto ufficiale" a bordo e il capitano si rimetteva spesso a loro per la navigazione.

In mancanza di una scuola di navigazione vera e propria, i piloti si addestrarono con l'apprendistato presso un pilota più esperto e custodivano poi gelosamente i segreti della loro arte. Solo a cavallo tra 1550 e 1560 s'istituirono corsi formali d'istruzione per i piloti d'India a Lisbona tenuti dal Cosmógrafo-mor Pedro Nunes con tanto di esame finale e attestato di certificazione.

Nonostante l'obbligo alla segretezza, diversi piloti compilarono manuali di navigazione, probabilmente basati sui loro appunti di lavoro, poi trasmessi e copiati da altri. Si tratta d'istruzioni generali su come leggere e interpretare la carta nautica, come utilizzare i principali strumenti nautici del tempo (bussola, quadrante, astrolabio, notturlabio e la balesthila) e le tabelle astronomiche (in particolare quella della declinazione solare, derivata da Abraham Zacuto e in seguito quella di Pedro Nunes) per gestire il c.d. "errore del compasso" (cioè la deviazione del nord magnetico dal nord reale) ricorrendo alla stella polare, al sole e alla croce meridionale, informazioni sul flusso e il riflusso delle maree, ecc. Questi manuali contenevano spesso un Roteiro con istruzioni dettagliate (coordinate geografiche e descrizione fisica) delle rotte verso l'India. Due dei pochi sopravvissuti furono l'Esmeraldo de Situ Orbis di Duarte Pacheco Pereira (1509 ca.) e il Livro da Marinharia di João de Lisboa (1514 ca.).

Rispetto alle navi di altre nazioni (p. es. francesi, olandesi), scrivani e piloti lusitani detenevano un livello insolitamente alto di autorità.
Il successivo ufficiale nella gerarchia della nave era il "Maestro di Bordo" (pt. Mestre), responsabile di tutti i marinai, i mozzi e il resto dell'equipaggio. Il suo compito principale in mare era assicurare che l'equipaggio eseguisse gli ordini del pilota (p. es. alzare e ammainare le vele) fungendo da vero e proprio tramite il pilota e la ciurma. Era pertanto spesso sufficientemente addestrato in materia nautica da poter fungere da sostituto di secondo livello per il pilota. Venuto meno anche il Mestre, la nave sarebbe stata in serie difficoltà.

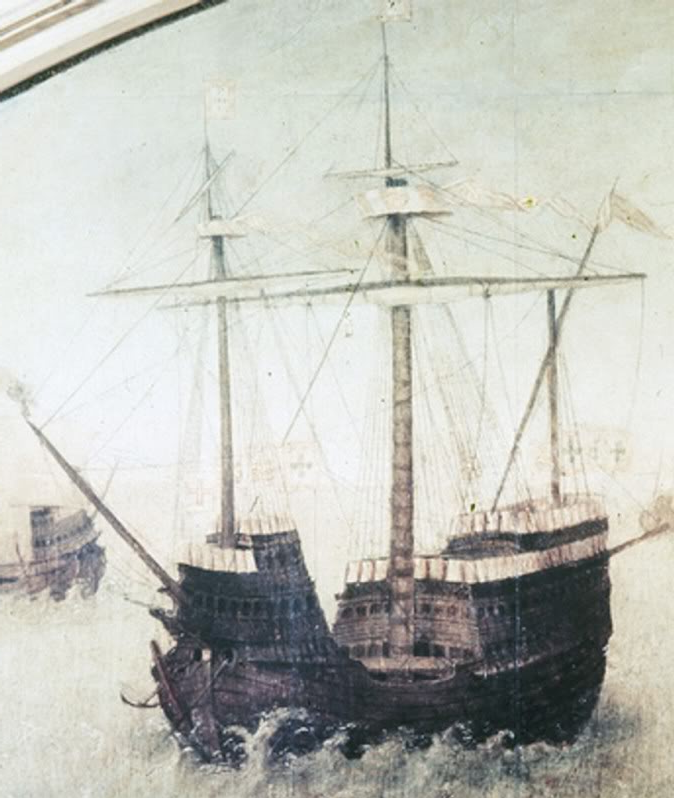
Caracca portoghese del XVI sec.

Il Mestre era assistito dal nostromo (Contra-mestre o Soto-mestre) che verificava la messa in atto dei suoi ordini da parte dell'equipaggio. Nella pratica, si spartivano il controllo fisico del ponte: il Mestre a poppa e il nostromo a prua. Il nostromo si occupava anche della manutenzione delle attrezzature, delle ancore e della supervisione del carico e scarico delle merci, ecc. Il nostromo aveva a sua volta un suo assistente, il Guardião.
Il grosso dell'equipaggio era composto da marinai polivalenti: di solito la metà erano marinari veri e propri (pt. Marinheiros) e l'altra metà mozzi (pt. Grumetes). La divisione tra le due classi era simile alla moderna distinzione tra Marinaio e Marittimo: p. es. ai mozzi venivano assegnati compiti di fatica (tamponamenti e lavaggi, spostamento di merci, ecc.) mentre ai marittimi venivano assegnate responsabilità più elevate (p. es. tenere il timone sul giardinetto). Il nostromo era considerato il capo dei marinai e fungeva da intermediario tra i marinai e gli ufficiali superiori: Mestre, pilota, ecc. Il Guardião aveva invece autorità solo sui mozzi e i marinai non ubbidivano ai suoi ordini.
I membri specializzati della ciurma erano: gli Estrinqueiros, marinai (solitamente due) incaricati dell'argano dell'ancora e dell'azionamento delle vele rotonde (una per l'albero maestro e l'altra per l'albero di trinchetto); il Meirinho, l'ufficiale giudiziario incaricato di dispensare le punizioni e di supervisionare i pericoli a bordo (incendi, depositi di polvere da sparo, cariche di armi); il cappellano (pt. Capelão), incaricato di salvare le anime dei marinari, e il cerusico (pt. Barbeiro) incaricato di salvarne le vite; e certo numero di paggi (pt. Pagens) che, sulle grandi caracche, attendevano agli ufficiali e fungevano da porta ordini lungo il ponte.
Il commissario di bordo (po. Despenseiro) era incaricato delle scorte alimentari e del loro razionamento. A differenza delle navi di altre nazioni, le nau di solito non avevano un cambusiere e i marinai dovevano cucinarsi il pasto nei forni della nave. Le razioni erano composte principalmente da gallette (2 libbre per persona al giorno), accompagnate con vino, sale, olio d'oliva, baccalà, sardine, maiale, formaggio, riso e simili, con frutta e verdura fresca disponibili solo nella parte iniziale del viaggio. Le razioni erano sospese con la nave ormeggiata e gli uomini a terra. Per il viaggio di ritorno, la Corona forniva solo gallette e acqua sufficienti per consentire alla nave di raggiungere Capo di Buona Speranza; stava all'equipaggio procacciarsi le razioni per il resto del viaggio.
Forse la più apprezzata delle mansioni specializzate a bordo era la Carpenteria, composta da due carpentieri (pt. carpinteiros), due calafati (po. calafate) e un bottaio (pt. tanoeiro) che garantiva il mantenimento dei depositi di merci e acqua. Non mancavano i sommozzatori (pt. mergulhadores) per riparare i danni dello scafo al di sotto del livello dell'acqua.
Il personale militare a bordo variava a seconda della tipologia di missione. Con l'eccezione di alcuni specialisti e dei passeggeri, la maggior parte dell'equipaggio era armato (all'occorrenza) e si aspettava di dover combattere. Ogni legno aveva una piccola squadra di artiglieri specializzati: una decina di cannonieri (po. bombardeiros) al comando di un connestabile (pt. condestável). Si trattava di una piccola élite di bordo, in ragione dell'importanza che l'artiglieria navale aveva nel garantire la supremazia lusitana nell'oceano Indiano, e in effetti molti artiglieri erano altamente qualificati, spesso forestieri (fond. tedeschi) ben salariati dagli agenti della Corona.
Le navi che si aspettavano complicazioni belliche trasportavano fantaccini (pt. homens d'armas) e balestrieri (pt. besteiros), poi sostituiti da archibugieri/moschettieri (pt. espingardeiros), che venivano considerati passeggeri e non membri della ciurma.

### Compensazione e bottino

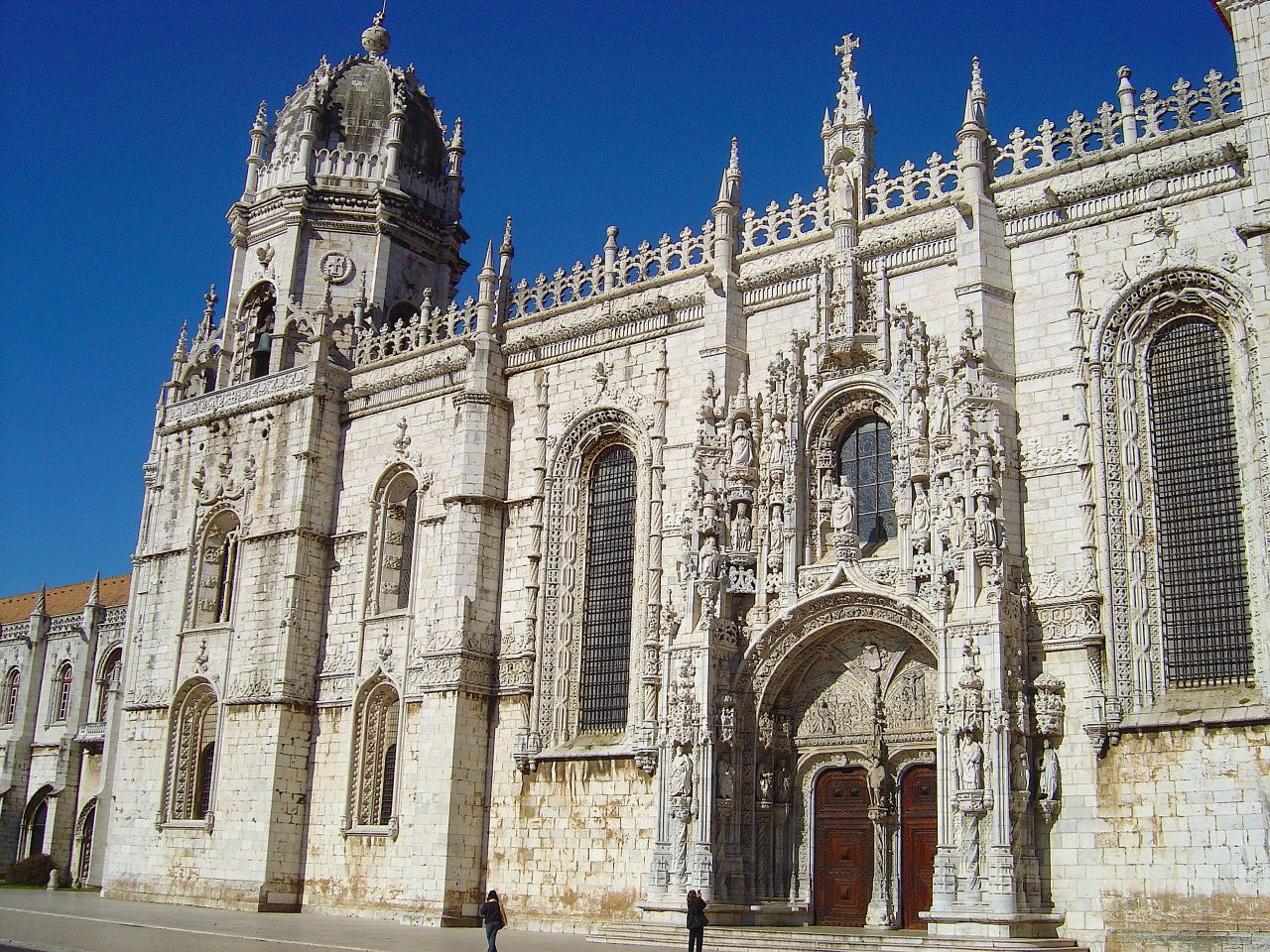
Il Monastero dos Jerónimos a Belém, costruito con i profitti degli alti ufficiali delle armate d'India.

Oltre agli stipendi in contanti pagati dalla Casa da Índia, i capitani e i membri dell'equipaggio erano autorizzati a commerciare per proprio conto fino a un determinato importo. Cioè, erano autorizzati a importare in Portogallo un volume prestabilito di pepe e un certo numero di scatole di prodotti assortiti (caixas forras de fretes e direitos o caixas de liberdades, lett. "bauli della libertà") acquistati in India di tasca propria, trasportati sulle navi della Corona con il benestare del re e venduti nei mercati di Lisbona a prezzi prestabiliti per il proprio profitto personale. Le caixas avevano dimensioni standard 4'×3'×2,5'.
Nelle prime spedizioni (dal 1502 al 1522 circa), l'ammiraglio e i capitani delle caracche furono obbligati da Manuele I a pagare alla Vintena de Belém un dazio del 5% sui guadagni delle loro caixas per la costruzione e poi la manutenzione del Monastero dos Jerónimos a Belém.
Il seguente piano di compensazione è riferito da Correia (ma smentito da Matthew 1988) per la II Armata d'India del 1500:
- Ammiraglio: 10.000 cruzados per l'intero viaggio, 500 quintali di pepe, 10 bauli.
- Capitano: 1.000 cruzados per ogni nave da 100 tonnellate che comandano, 50 quintali, 6 bauli.
- Pilota e Maestro di Bordo: 500 cruzados, 30 quintali, 4 forzieri
- Connestabile: 200 cruzados, 10 quintali, 2 bauli.
- Artiglieri: 10 cruzados al mese, 10 quintali, 1 baule.
- Soldati: 5 cruzados al mese, 3 quintali, 1 baule.
- Marinai: 10 cruzados al mese, 10 quintali, 1 baule.
- Nostromo e Vice-nostromo: 1 e 1/3 volte il salario del marinaio.
- equipaggio specializzato (cappellano, commissario, cerusico, carpentiere, calafato, operatore salpa ancora): 2/3 del salario del marinaio.
- Mozzi: 1/2 del salario del marinaio.
- Paggi: 1/4 del salario del marinaio.

La Casa da India permetteva all'ammiraglio di prelevare in anticipo fino a 5 000 cruzados del suo stipendio; 1 000 per un capitano. Ogni membro dell'equipaggio sposato poteva chiedere l'anticipo di un anno di stipendio, mentre un celibe poteva arrivare al massimo a sei mesi.
Ufficiali, soldati e funzionari che dovevano rimanere in India per qualche ragione (capitani di navi di pattuglia, fattori, impiegati, magistrati quali Alcaide-mor, ecc.) firmavano solitamente contratti di lavoro della durata di tre anni. I soldati firmatari di servizio all'estero ricevevano un bonus di 800 reais al mese lungo il percorso, aumentati fino a 1.200 al mese in India per pagarsi le spese di soggiorno, oltre al diritto di rispedire a casa altri 2,5 quintali di pepe per anno in più rispetto ai quintali già loro autorizzati secondo la scala retributiva standard.
Anche se non formalmente autorizzati, i capitani a volte completavano i loro guadagni intraprendendo un po' di pirateria e/o estorsione. Sebbene non incoraggiasse necessariamente le armate indiane a svolgere attività che potessero mettere in pericolo le loro navi e i loro carichi, erano infatti stabilite regole per la divisione del bottino delle navi catturate e l'estorsione del tributo dai porti "ostili".
Le regole per la spartizione del bottino saccheggiato erano prestabilite e rispettate nei seguenti termini: prima di tutto, l'ammiraglio aveva il "diritto a un gioiello", cioè a scegliere un oggetto dal bottino di valore non superiore a 500 cruzados; un quinto del totale era riservato alla Corona; tutto il resto era diviso in tre parti, due delle quali titolate alla Corona ma da spendersi per equipaggiamento, rifornimenti e munizioni della flotta e la restante distribuita tra l'equipaggio come segue:
- Ammiraglio: 15 parti
- Capitano di caracca: 10 parti
- Capitano di caravella: 6 parti
- Pilota-Maestro (cioè coloro che servivano in entrambi i ruoli): 4 parti
- Maestro di bordo: 3 parti
- Pilota: 3 parti
- Marinaio: 2 parti
- Cannoniere: 2 parti
- Balestriere e/o Espingardeiros: 2 parti
- Marinai e/o Fantaccini: 1,5 parti
- Mozzi: 1 parte

Anche in questo caso, l'ammiraglio e i capitani di caracche erano tenuti a versare il 10% al Monastero dos Jerónimos di Belém (anche se questo non sembra applicarsi agli altri).

## Il commercio indiano

### Carico
Pur veicolo di truppe, funzionari, missionari e coloni tra Europa e Asia, le flotte lusitane miravano principalmente ad accaparrare preziose mercanzie: spezie asiatiche da vendere nei mercati europei e in particolare le cinque "gloriose spezie", cioè pepe, cannella, chiodi di garofano, noce moscata e macis.

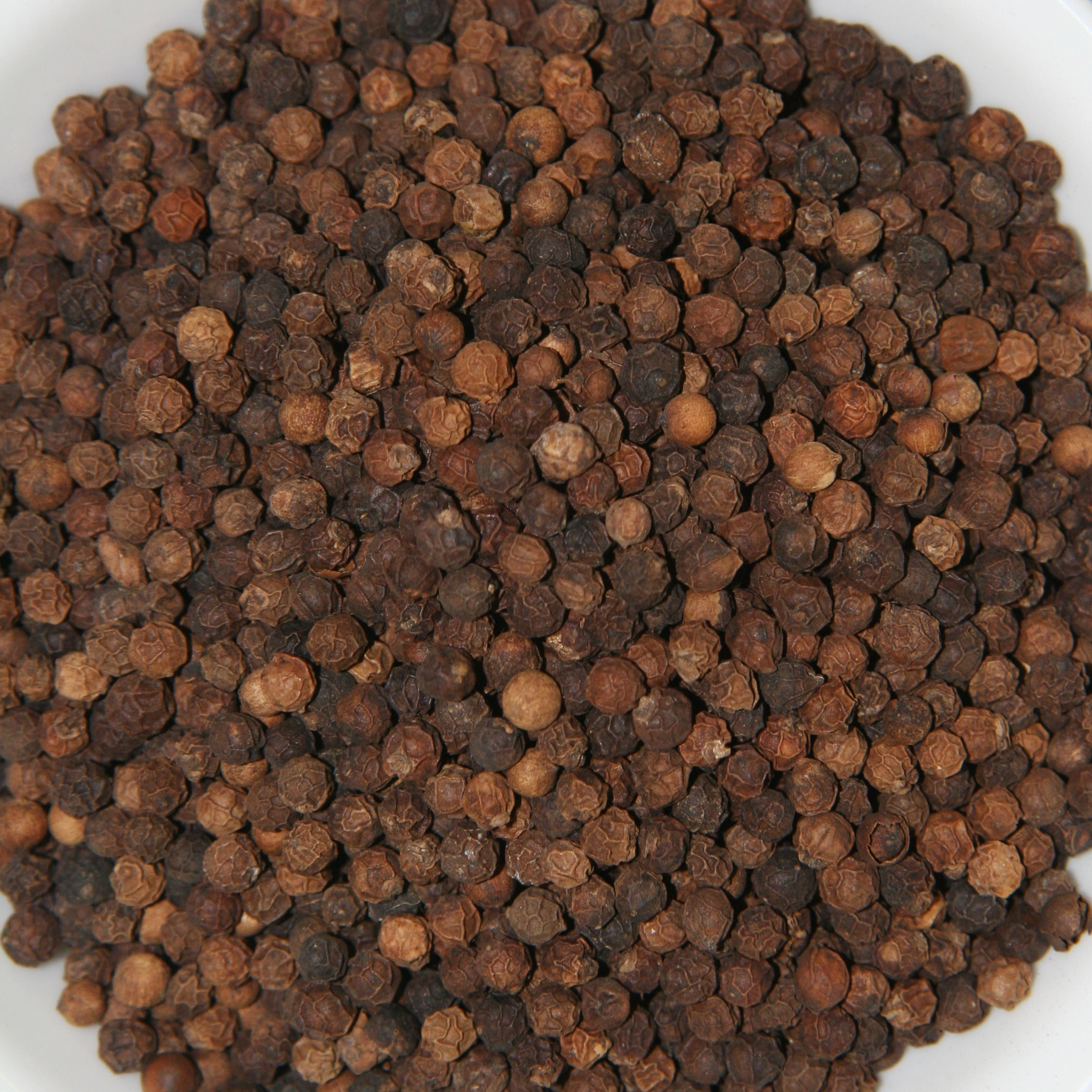
Pepe (Kerala)
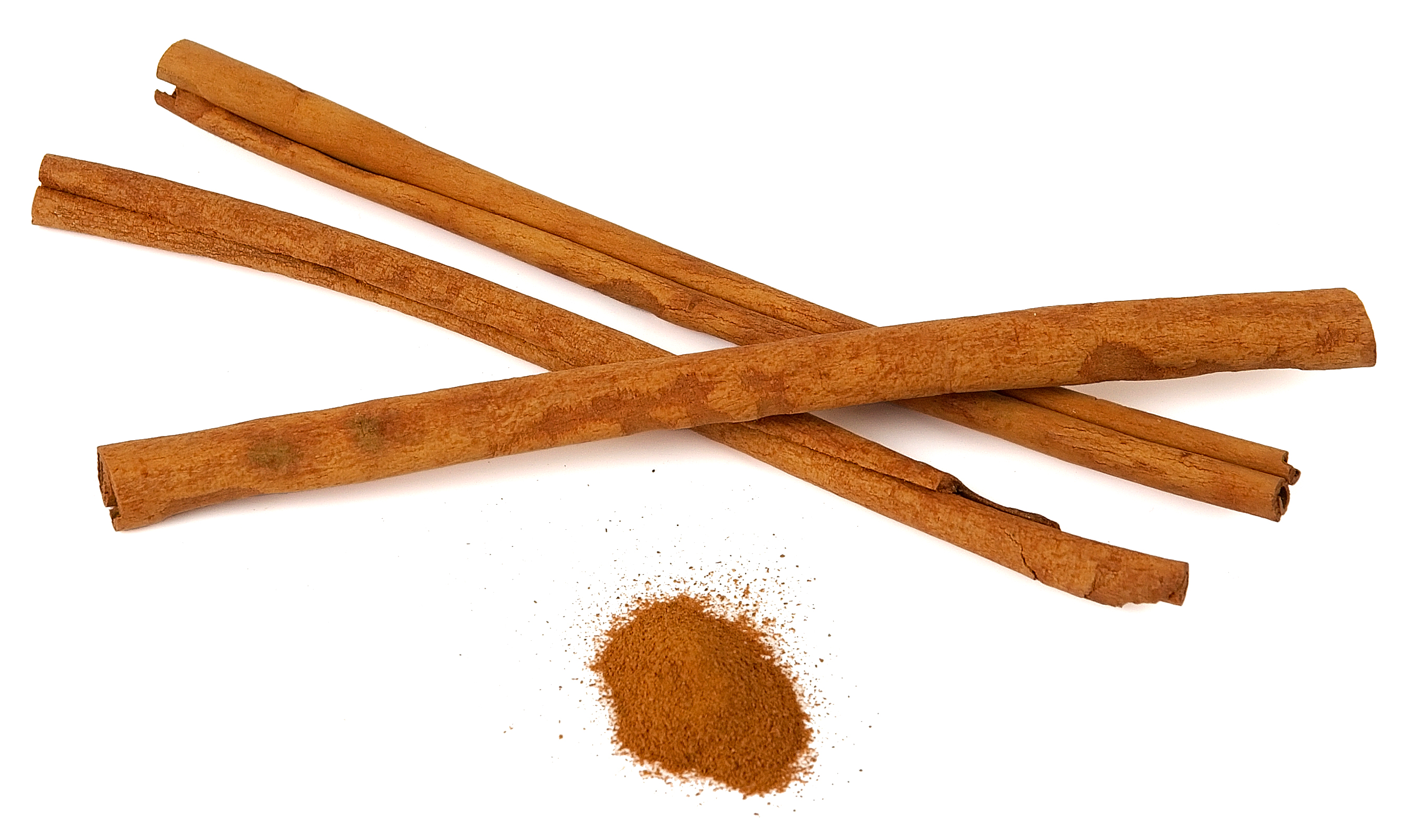
Cannella (Ceylon)
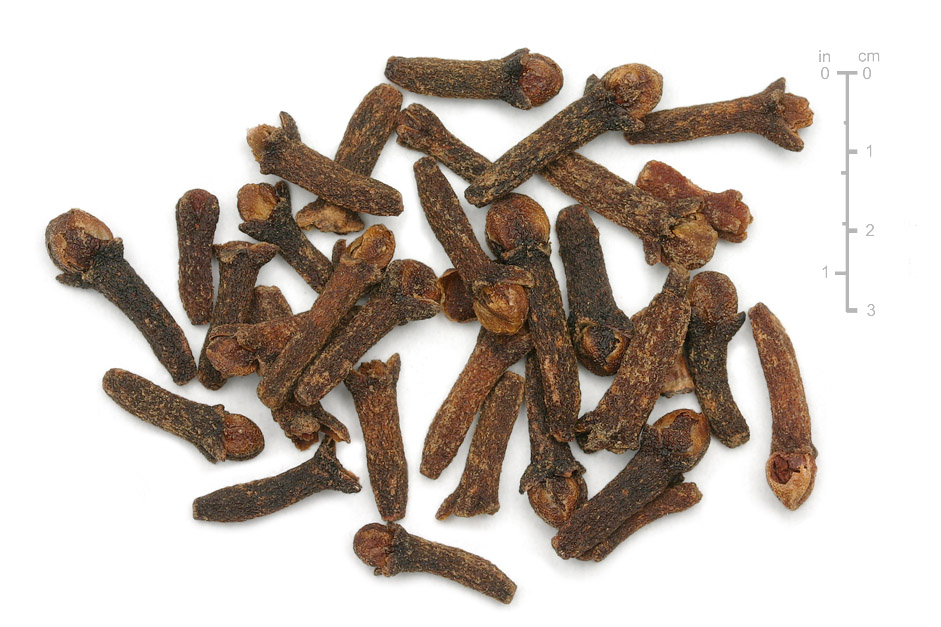
Chiodo di garofano (Ternate e Tidore)
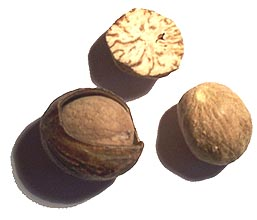
Noce moscata (Isole Banda)
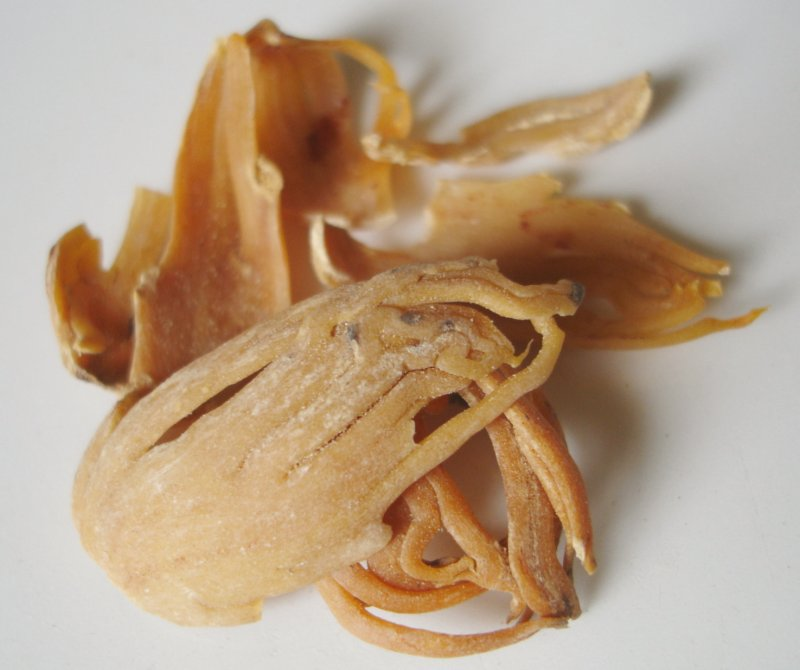
Macis (Isole Banda)

Il pepe nero, coltivato localmente nel Kerala, costituiva fino al 90% del carico di ritorno delle prime flotte indiane. Le altre gloriose spezie si potevano trovare anche a Kozhikode (pt. Calicut), Kochi (pt. Cochin) e in altri importanti mercati della costa indiana del Malabar: la cannella veniva importata in grande quantità da Ceylon, mentre, da più a est, via Malacca, arrivavano il pepe lungo di Giava, i chiodi di garofano (coltivati esclusivamente nelle isole Molucche di Ternate e Tidore) e, in quantità minori, noce moscata e macis, molto apprezzate e coltivate solo nelle Isole Banda.
Le flotte caricavano anche spezie meno pregiate trovate nei mercati indiani, in particolare zenzero di coltivazione locale (il principale carico di "riempimento"), cardamomo e tamarindo, balsami e aromi come Artemisia indica (assenzio), aloe di Socotra, galbano, canfora e mirra, oltre a coloranti quali lacca, indaco e dye e "preziosi" quali avorio, ebano e perle.
Si stima che la caracca standard riportasse dall'India 6.100-6.800 q di spezie e merci importate, per un totale standard di 25.000-30.000 q per flotta da 4-5 navi. Armate e/o navi eccezionalmente grandi trasportarono anche 40.000 q in alcuni anni. Nell'intero periodo, si ipotizza una perdita complessiva del 15% del carico per ammanchi, deterioramento, ecc.
Più difficile determinare il carico durante il viaggio d'andata. L'elenco seguente, tratto dalla IV Armata d'India (1502), dà un'idea del tipo di oggetti europei portati dai portoghesi per la vendita in India: "corallo, rame in palle e fogli, argento vivo, vermiglio, tappeti, bacini in ottone delle Fiandre, panni colorati, coltelli, cappucci rossi, specchi e sete colorate." I prodotti europei non vendevano bene in Asia, il che significava che le stive delle navi erano spesso vuote, o quasi, all'uscita dal porto di Lisbona, cioè trasportavano poco più dei lingotti di metallo, principalmente argento, ma anche rame e piombo, necessari per acquistare spezie nei mercati asiatici. Tuttavia, una sosta a Mozambico poteva riempire la stiva delle navi con beni, procacciati dagli agenti lusitani dagli swahili, facilmente vendibili in India: oro, avorio, corallo e perle. Fondamentale, per l'approvvigionamento di merci in Africa, era il rame, vero e proprio "oro rosso" del Continente Nero che i lusitani smerciavano sotto forma di manilla, oggetti simili a bracciali che servivano come moneta merce presso alcuni popoli dell'Africa occidentale lungo le coste del Golfo di Guinea.

### Centri di raccolta

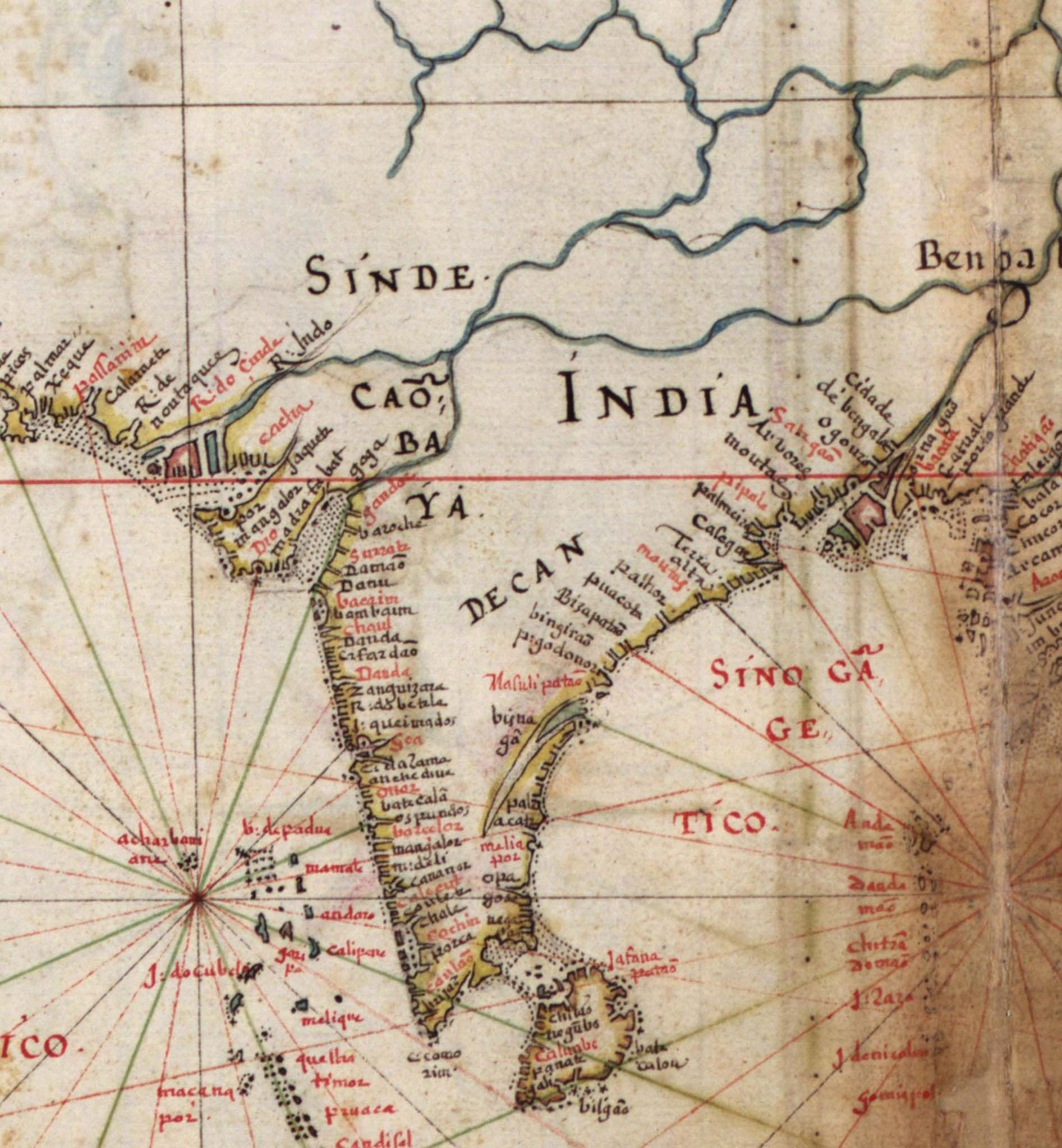
Mappa portoghese dell'India - 1630.

Naturalmente, una flotta non poteva semplicemente attraccare in una città indiana e aspettarsi di trovare abbastanza rifornimenti a portata di mano nei mercati delle spezie locali per caricare cinque o dieci navi di grandi dimensioni contemporaneamente, salvo voler esaurire le scorte locali con conseguente impennata dei prezzi.
I portoghesi si affidavano all'antico sistema della feitoria, già sperimentato durante la colonizzazione della costa africana: in tutti i principali mercati, avevano eretto un magazzino diretto da un approvvigionatore (po. feitor) che con i suoi assistenti avrebbe passato l'anno intercorrente tra la partenza di una flotta e l'arrivo della successiva ad ammassare nel deposito quanta più merce possibile. In questo modo, all'attracco delle navi, le si sarebbe potute riempire rapidamente. Questo sistema fu poi rafforzato e aumentato da un sistema di licenze mercantili: le cartaze.

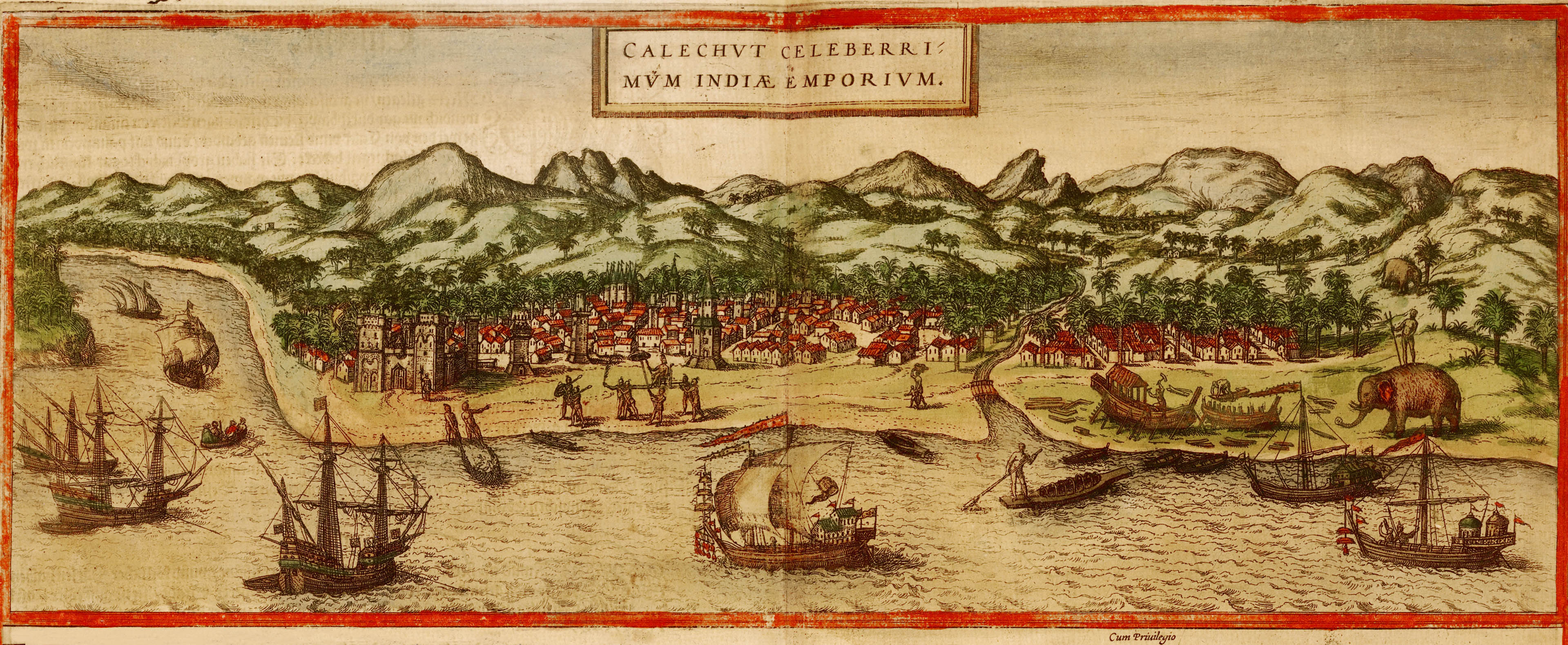
Kozhikode (pt. Calicut) - ill. dal

La prima feitoria d'Asia fu fondata a Calicut, il principale centro di spezie sulla costa del Malabar (India), capace di attrarre mercanti fin dalla Cina, per opera degli uomini di Vasco da Gama nel settembre del 1498. Quest'agenzia fu però distrutta da una sommossa nel 1500, il c.d. "Massacro di Calicut" che inaugurò la contesa tra gli Zamorin di Calicut ed i portoghesi protrattasi per tutto il primo decennio del secolo. Inutilizzabile Calicut, Cabral, il secondo ammiraglio lusitano in India, fondò una nuova feitoria nella vicina cittadina di Kochi il cui sovrano era in rotta con lo Zamorin. Seguirono poi le feitoria di Kannur (pt. Cannanore) nel 1502 e Kollam (pt. Coulão, Quilon, seconda solo a Calicut quale banco di smercio delle spezie) nel 1503. Quando Albuquerque conquistò Goa (1512), questa città divenne il centro nevralgico verso il quale le varie feitoria d'India spostavano le merci in attesa dell'Armada.
Sebbene alcune feitoria fossero inizialmente difese da palizzate che evolvettero in fortezze vere e proprie, presidiate da truppe portoghesi permanenti, ad es. Forte Manuele (Kochi) o Castel Sant'Angelo (Kannur), non tutte ebbero il medesimo destino. Le feitoria infatti erano e sempre rimasero degli avamposti commerciali, non politici, amministrativi o militari, e il feitor fu sempre un dipendente della Casa da Índia, non un ufficiale dell'Estado da Índia, il governo coloniale.
In breve tempo, i portoghesi seppero "scoprire" i vari centri di produzione delle spezie e li riunirono in una rete commerciale articolata sul loro sistema di feitoria centralizzate sull'India. Questa rete non sostituì quella concorrente araba incentrata Calicut, poiché i portoghesi abbandonarono rapidamente l'idea di eliminare gli intermediari per creare un sistema di stati clienti pagando generosi tributi ai principotti locali.

### Centri di smercio

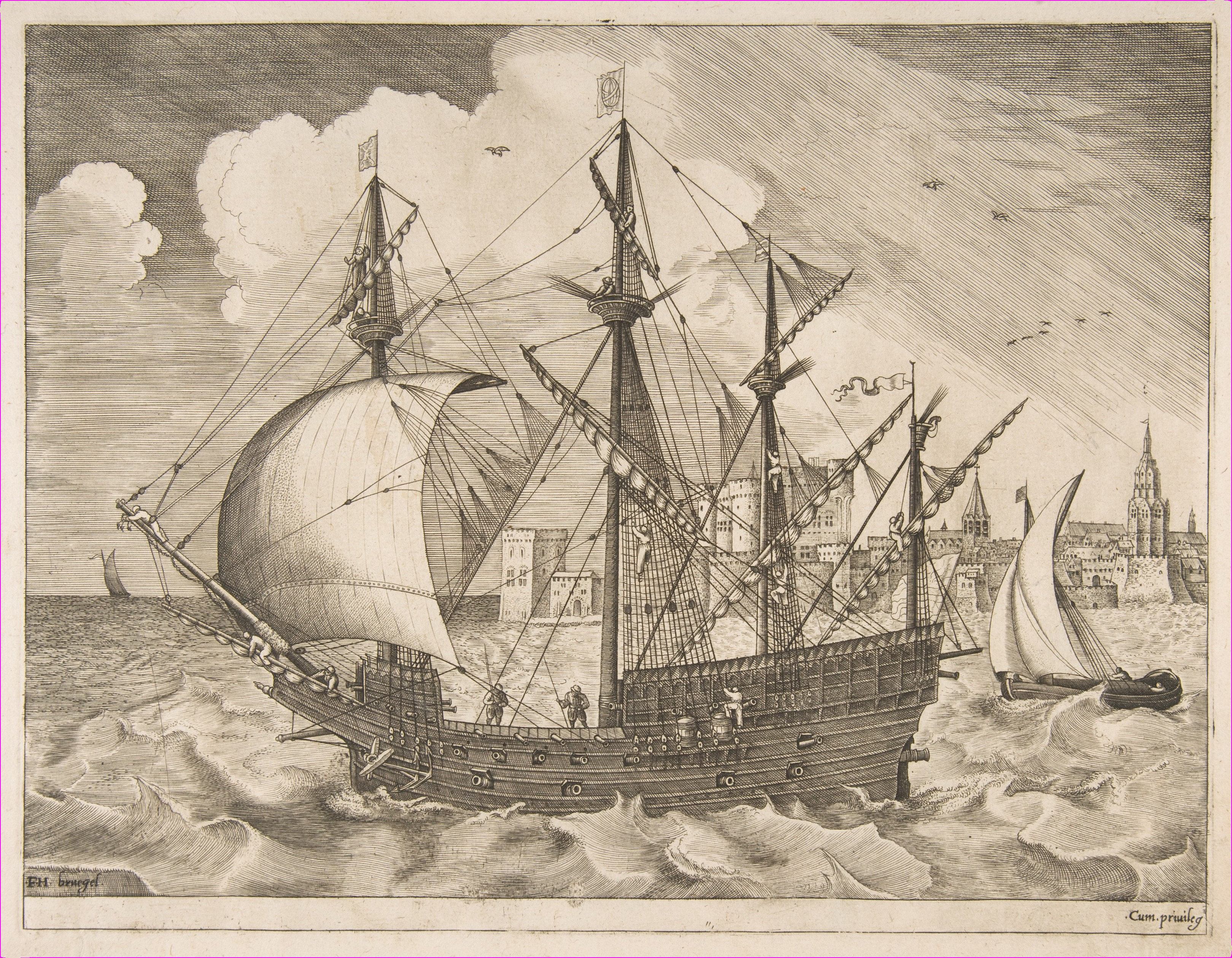
Caracca portoghese - incisione di Frans Huys (circa 1555).

Seppur Lisbona fosse il punto di scarico dell'armata di ritorno dall'India, la capitale lusitana non era il punto finale della rotta delle spezie portoghese, poiché le preziose merci venivano subito smistate in tutta Europa.
Fino all'arrivo dei portoghesi nell'oceano Indiano, la fornitura di spezie orientali ai consumatori europei era stata in gran parte nelle mani della Repubblica di Venezia. I mercanti arabi e gujarati trasportavano spezie dai porti indiani come Calicut, attraverso il Mar Arabico e nei porti del Mar Rosso come Gedda. Da lì, sarebbero stati trasportati via terra nei porti del Mediterraneo orientale, come Alessandria d'Egitto, dove sarebbero stati raccolti dai mercanti veneziani e poi venduti sui mercati europei.
Le Armadas da Índia indebolirono l'antica tratta delle spezie ma non la eliminarono. Nonostante gli sforzi lusitani di garantirsi il monopolio alla fonte, abbastanza spezie seguivano ancora la vecchia rotta arabo-veneziana creando concorrenza. 

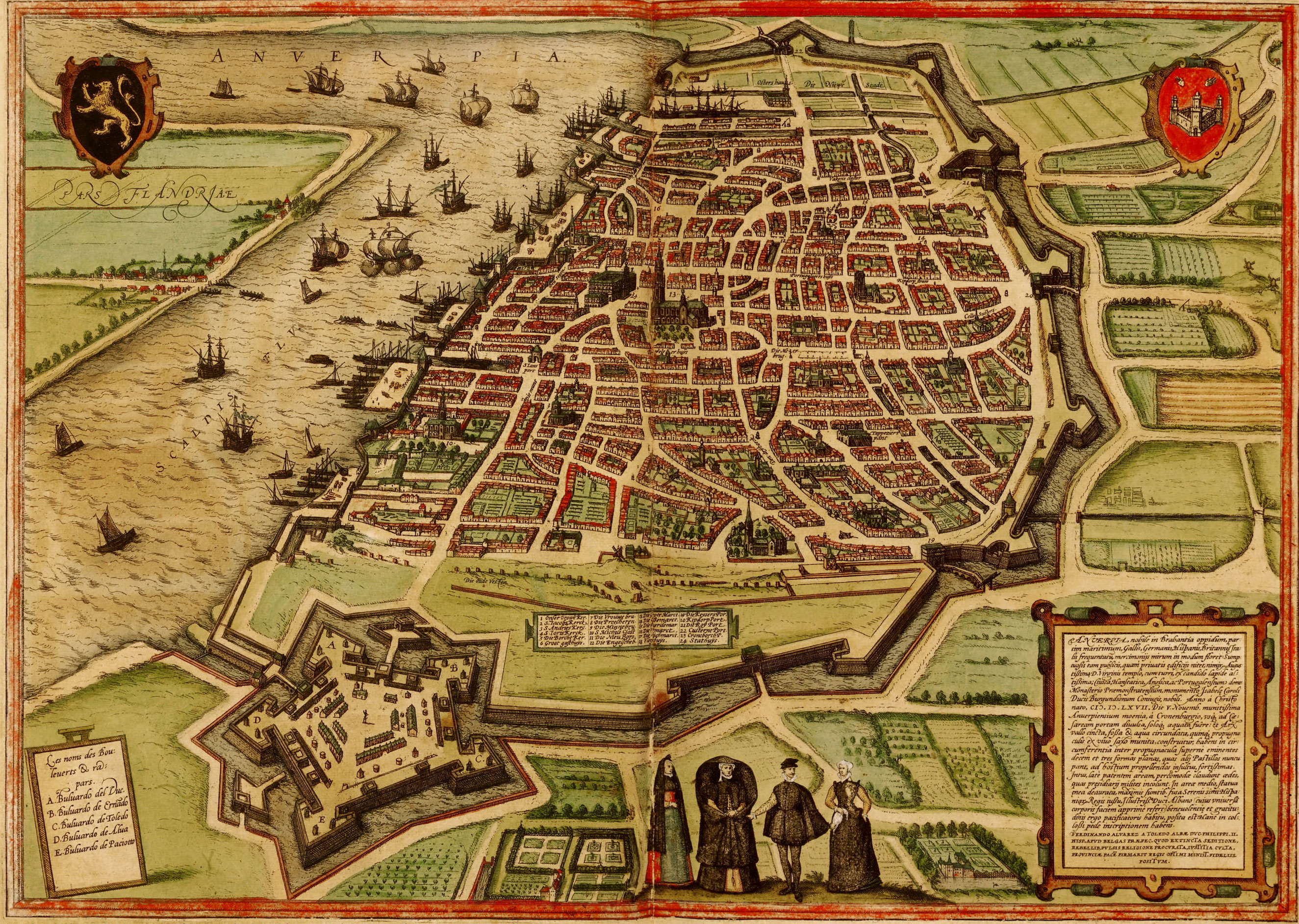
Anversa - ill. da Braun 1572

Rendendosi conto che il Mediterraneo era saturo di spezie fornite dai mercanti veneziani, i portoghesi decisero di evitare la concorrenza testa a testa che poteva ridurre i loro profitti lì e si concentrarono sulla vendita delle loro spezie nel nord Europa, un mercato poco rifornito dai veneziani. La Casa da Índia aprì pertanto la c.d. "feitoria de Flandres" nella città brabantina di Anversa nel 1508 con il duplice scopo di fungere da centro di distribuzione delle spezie portoghesi nel nord Europa e acquisire i lingotti d'argento necessari per l'acquisto delle spezie in Asia.
Fu nel commercio dell'argento che Portogallo e Venezia gareggiarono direttamente. Entrambi avevano bisogno di grandi volumi d'argento europeo per acquistare spezie in Asia ma l'unica fonte significativa di argento era nell'Europa centrale, dominata da importanti famiglie commerciali tedesche come i Welser, gli Hochstetter e i Fugger di Augusta. Per mettere le mani su questo argento, portoghesi e veneziani offrirono oro, non solo dalle entrate delle vendite di spezie, ma anche da fonti d'oltremare: i portoghesi avevano accesso all'oro dai campi di Akan sulla Costa d'Oro portoghese, mentre i veneziani avevano accesso alle miniere d'oro del Sudan (trasportato sul Nilo ad Alessandria). Attraverso le rotte fluviali, i mercanti d'argento tedeschi indirizzavano forniture di lingotti d'argento fino alla feitoria de Flandres da dove le navi li trasportavano a Lisbona ove erano caricati sulle flotte indiane.
Le rotte intercontinentali di spezie, oro e argento che fluivano dentro e fuori la feitoria de Flandres trasformarono Anversa da una città sonnacchiosa al principale centro commerciale e finanziario d'Europa nel XVI secolo, posizione di cui avrebbe goduto fino al Sacco di Anversa da parte degli spagnoli nel 1576.
Recenti ricerche hanno però dimostrato che sin dal 1505 il grosso degli scambi commerciali tra Lisbona e Anversa evitarono la feitoria de Flandres. La Casa da Índia trattava la distribuzione europea delle spezie da Lisbona direttamente con consorzi stranieri privati (fond. italiani e tedeschi) basati ad Anversa, trasportando la merce con navi olandesi, anseatiche e bretoni. Di conseguenza, la maggior parte dei profitti del commercio di spezie portoghesi non entrava nelle casse della Corona ma di questi consorzi privati: Smith calcola che, nel 1517-1519, metà della differenza di prezzo delle spezie tra i mercati indiani ed europei fu intascato dai consorzi privati di Anversa; nel 1585, la quota raccolta dalla Corona era scesa al 15%.

## La fine

Il Portogallo rivendicò l'oceano Indiano come mare clausum durante la c.d. Età delle scoperte.

Per un intero secolo, i portoghesi erano riusciti a monopolizzare la rotta marittima per l'India passante per il Capo di Buona Speranza. Nella prima metà del XVI secolo, il volume annuo di spezie che transitavano per il Capo raggiunse i 70.000 quintali di cui più della metà erano pepe del Malabar. Il ripristino delle rotte levantine da parte degli ottomani erose però poco a poco il monopolio portoghese tanto che verso la fine del Cinquecento il volume annuo era di soli 10.000 quintali.
In generale, la gestione della Casa da Índia lasciò a desiderare. A causa di una serie di perdite costose negli anni 1550, la Casa fu in gravi difficoltà finanziarie e fu sostanzialmente in bancarotta nel 1560. Nel 1570, re Sebastiano I revocò il monopolio reale e aprì il commercio con l'India ai privati. Dato lo scarso riscontro, questo decreto di libero scambio fu sostituito nel 1578 da un nuovo sistema di monopoli annuali, in base al quale la Casa vendeva i diritti del commercio indiano a un consorzio di mercanti privati, garantendo loro un monopolio per un anno. Il sistema del monopolio annuale fu abbandonato nel 1597 e il monopolio reale riprese ma a quel punto tutto era cambiato.
Anzitutto, il Portogallo non era ormai più un regno indipendente ma, in seguito alla crisi di successione del 1580 (provocata dalla morte in battaglia di re Sebastiano), era entrato a far parte dei domini degli Asburgo di Spagna nella c.d. "Unione iberica".

Nonostante alcune fughe occasionali di notizie (es. il Planisfero di Cantino, una copia "illegale" del Padrão Real realizzata dalla spia Alberto Cantino nel 1502 per conto del duca di Ferrara Ercole I d'Este), i dettagli della Carreira da Índia erano stati in gran parte tenuti segreti o almeno non erano sfruttati dai concorrenti. La cattura della nave portoghese São Filipe e del suo carico cartografico da parte di Drake nel 1587 permise la prima spedizione inglese verso le Indie orientali: una flotta privata di tre navi organizzata dai mercanti di Londra al comando di Sir James Lancaster. L'esito fu disastroso, con la maggior parte delle navi e degli equipaggi persi e Lancaster costretto alla pirateria per rifarsi dei danni, ma aprì la strada alla concorrenza.

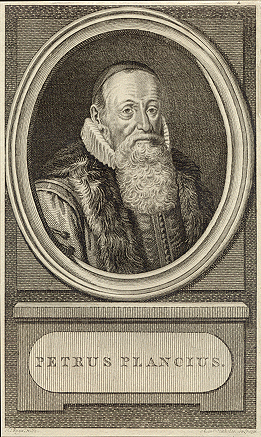
Petrus Plancius - ill. di J. Buys/Rein. Vinkeles (1791).

Nei Paesi Bassi, il predicatore e cartografo Petrus Plancius aveva a lungo sollecitato i connazionali a svincolarsi dal monopolio portoghese. Le informazioni fornite da Cornelis de Houtman, una spia olandese spedita a Lisbona nel 1592 per documentare il commercio delle spezie, e Jan Huygen van Linschoten, un marinaio olandese che aveva prestato servizio in molte Armate d'India dal 1580, fecero il resto. Nel 1595, un gruppo di mercanti di Amsterdam formò la Compagnie van Verre e, servendosi delle carte raccolte da Plancius, spedì la sua prima flotta, al comando di de Houtman, nelle Indie orientali, al porto di Bantam. Lo stesso anno, Linschoten pubblicò un piccolo tratto ad Amsterdam dal titolo Reysgheschrift vande navigatien der Portugaloysers in Orienten (it. "Rapporti dei viaggi portoghesi verso l'Oriente"), una fessura che forniva i dettagli della Carreira da Índia. Fu ripubblicato nel 1596, come parte di un libro più ampio, l'Itinerario, dove Linschoten forniva i dettagli del commercio e le condizioni delle difese portoghesi in Asia. Fu un vero bestseller, subito tradotto in inglese, tedesco, latino e francese.
Il 1597 fu l'anno della svolta, con il ritorno in patria di Houtman e la capillare diffusione dei trattati di Linschoten. Una serie di nuove società olandesi (voorcompagnie) per commerciare con le Indie orientali furono immediatamente create da vari consorzi mercantili concorrenti ad Amsterdam, Rotterdam, Middelburg e altrove, spesso con l'aiuto di mercanti di Anversa in esilio causa il conflitto olandese-spagnolo (i "Brabantsche") che erano stati a lungo coinvolti nella parte finale della filiera portoghese. Almeno quindici spedizioni olandesi separate verso le Indie orientali, ognuna con un numero enorme di uomini e navi, furono inviate dalle voorcompagnie nel quadriennio 1598-1601, riportando a casa enormi bottini. Da questo entusiastico inizio anarchico, il commercio olandese si organizzò nel 1601, quando il governo imbrigliò le voorcompagnie in un'unica società monopolistica, la Compagnia olandese delle Indie orientali (VOC).
Temendo di essere lasciati indietro, gli inglesi avevano fondato la loro East India Company (EIC) nel 1600 ed erano riusciti a raggiungere Bantam con una piccola flotta nel 1601 ma l'entusiasmo era più debole e l'EIC aveva problemi a competere con i meglio organizzati e finanziati olandesi. Lungi dal costituire un organizzato fronte comune contro il Portogallo, la VOC e la EIC intrattennero rapporti tesi, finendo con il trascinare i rispettivi paesi in un secolare conflitto.
All'alba del 25 febbraio 1603 otto navi della VOC catturarono, nello stretto di Singapore, la Santa Catarina, una caracca portoghese carica di merci. Quest'episodio di pirateria scatenò una polemica internazionale e i lusitano-spagnoli chiesero la restituzione del carico. Nel 1604 il Regno di Spagna intentò un'udienza giudiziaria pubblica contro la Compagnia. Il processo si tenne ad Amsterdam di fronte alla corte dell'Ammiragliato olandese e la VOC chiamò il famoso giurista Ugo Grozio come consulente legale. Grozio in Mare Liberum (pubblicato a Leida nel 1609 per espressa richiesta della Camera olandese della Compagnia dell'India orientale) formulò, contro la politica portoghese del Mare clausum, il nuovo principio del Mare liberum secondo il quale il mare era un territorio internazionale e tutte le nazioni erano libere di usarlo per il commercio marittimo. I "mari liberi" fornirono agli olandesi un'idonea giustificazione ideologica per spezzare il monopolio marittimo portoghese attraverso il loro formidabile potere navale.
La vigorosa intromissione della VOC e della EIC sul commercio asiatico fu devastante per l'Impero portoghese. Anzitutto, il suo impatto demografico: il piccolo regno iberico non aveva abbastanza soldati per portare avanti guerre offensive su un territorio così vasto, basti considerare che durante tutto il Seicento non ci furono mai più 10.000 portoghesi in tutta l'Asia! Gli Asburgo, già impegnati a combattere gli olandesi in Europa, decisero allora di sperimentare nuove modalità di gestione del commercio di spezie e beni di lusso. Nel 1628, Filippo IV di Spagna accordò una carta di monopolio alla portoghese Companhia da Índia Oriental, una società per azioni privata organizzata sulle stesse linee delle società olandesi e inglesi. La Companhia doveva assumersi tutte le responsabilità della Casa da Índia, inclusa la flotta annuale per l'India. Si risolse tutto in un fiasco. La concorrenza anglo-olandese non era arginabile e i margini di profitto della Companhia irrisori. Fu liquidata nel 1633 e ciò che rimaneva dell'ormai declinante commercio portoghese in India fu riportato sotto la Casa da Índia.

## Esegesi delle fonti

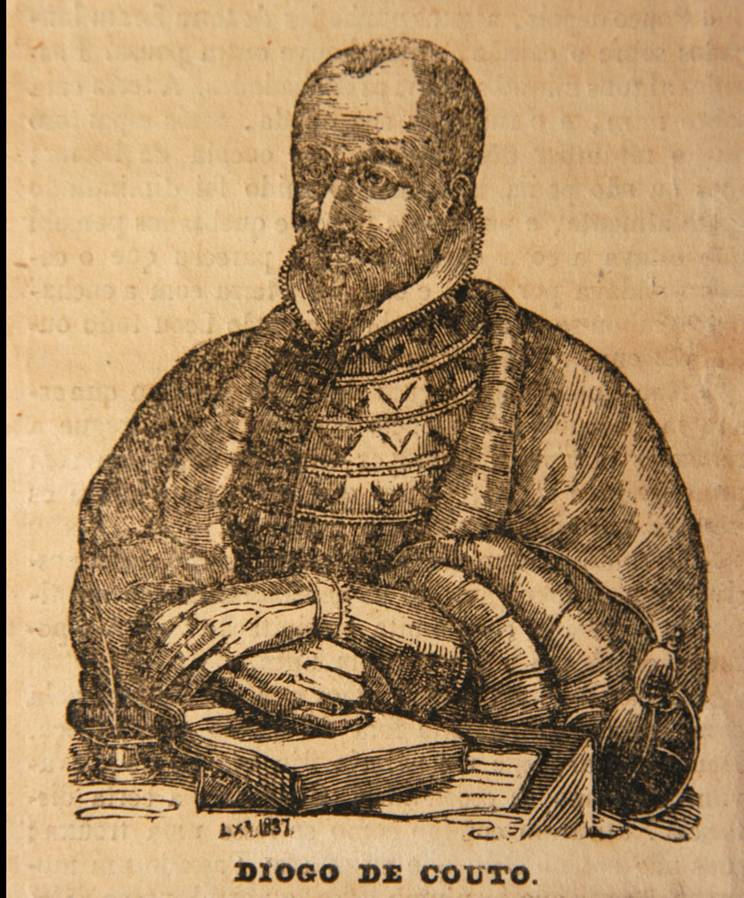
Diogo do Couto - stampa da incisione su legno del 1837 (coll. privata dr. Nuno Carvalho de Sousa - Lisbona).

Quella che sembra la prima cronologia delle Armadas da Índia si trova nel  Livro de Lisuarte de Abreu, un codice illustrato commissionato da Lisuarte de Abreu. Copre il periodo che va dal primo viaggio di Vasco da Gama (1497-1499) alla fine del 1563 ed è conservato alla Morgan Library & Museum di New York (ms. 525). Della stessa natura la Memória das Armadas que de Portugal passaram à Índia (anche Livro das Armadas), codice in possesso dell'Accademia delle scienze di Lisbona, che copre il periodo dal 1497 al 1567 (anche se mancano riferimenti all'Armata del 1517).
 
Il primo cronista portoghese a tentare una cronologia sistematica delle flotte indiche fu Diogo do Couto (Lisbona, 1542 – Goa, 1616), nella sua appendice al Décadas da Ásia di João de Barros (Viseu, 1496 – Ribeira-de-Litém, 20 ottobre 1570) intitolata De todas as Armadas que os Reys de Portugal mandáram à Índia, até que El-Rey D. Filippe succedeo nidifica Reynos, de 1497 a 1581 (Dec X, Pt.1, Bk. 1, c.16).

Altro codice è la Relação das Náos e Armadas da India com os Sucessos dellas que se puderam Saber, para Noticia e Instrucção dos Curiozos, e Amantes da Historia da India (Codex Add. 20902 della British Library ) che copre il periodo dal 1497 al 1653. Fu commissionato da D. António de Ataíde, V conte di Castanheira, responsabile di buona parte delle ampie annotazioni marginali del volume. Altre annotazioni furono aggiunte da scrittori non identificati in seguito.

Una delle cronologie più esaustive, almeno fino al 1640, fu compilata da Manuel de Faria e Sousa (Felgueiras, 18 marzo 1590 – Madrid, 3 giugno 1649) nella sua Ásia Portugueza (parte III, fine del volume), pubblicata postuma nel 1675. Elenca non solo le armate indiane ma tutte le flotte portoghesi dal 1412, comprese quelle inviate in Africa sotto il principe Enrico il Navigatore.
Esistono diverse cronache dell'India portoghese scritte da contemporanei e storici che forniscono descrizioni sostanziali delle varie armate. Le cronache reali di Barros Décadas da Ásia e le opere Crónica do Felicíssimo Rei D. Manuel (1566-1567) e Crónica do Principe D. João (1567) di Damião de Góis (Alenquer, 1502 – 1574) sono del tipo "ufficiale", perciò esaustive ma censurate e propagandistiche. Sia Barros sia Gois costruirono i loro resoconti principalmente negli archivi di Lisbona: Barros operò in modo più completo e accurato, arricchendo il suo lavoro con informazioni fresche, mentre Góis compilò una spudorata agiografia. Il lavoro di Barros fu completato in seguito da numerosi volumi aggiuntivi scritti da Couto che aveva trascorso gran parte della sua carriera in India.

Tra i resoconti non ufficiali figurano invece il De rebus Emmanuelis di Girolamo Osorio (Lisbona, 1506 – Tavira, 20 agosto 1580), essenzialmente una riedizione latina delle precedenti cronache, destinata a un pubblico colto europeo, e la História do descobrimento e conquista da Índia pelos portugueses di Fernão Lopes de Castanheda (1554-1559), generalmente considerata "rispettabile" e affidabile. A differenza di Barros, Góis o Osório, Castanheda ha effettivamente visitato l'Oriente, trascorrendo dieci anni in India, e integrò il materiale archivistico con interviste che oggi definiremmo "indipendenti" condotte in loco e, successivamente, a Coimbra.
Distinta da tutti gli altri è l'opera "Leggende dell'India" (pt. Lendas da Índia) di Gaspar Correia (1496 circa – Goa, 1563 circa), manoscritta nel 1556 circa e pubblicata solo nel 1885. Si tratta di materiale originale, i cui fatti e nomi sono spesso in contrasto con le cronache ufficiali. Correia trascorse quasi tutta la sua vita in India e attinse principalmente al materiale ivi a sua disposizione. Il suo stile di scrittura è molto più divertente, intenso e scandalistico. Sebbene non sia considerato affidabile, il resoconto di Correia fornisce molte informazioni taciute dagli altri cronisti.
Oltre a queste cronache complete, ci sono molti resoconti di specifiche armate: diari di bordo, conti, memorie e lettere scritte dai passeggeri.
Esiste un certo conflitto tra le varie fonti sull'esatta composizione delle diverse flotte indiche, in particolare nei nomi dei capitani delle navi. Sono stati fatti tentativi per riconciliare le differenze tra le fonti (es. gli Annaes da Marinha Portugueza di Quintella), al netto dell'ovvio grado di congetture, controversie e revisioni.

## Cronotassi delle Armate d'India

### 1500
Altri fatti del 1500
- Maggio - I fratelli Gaspar e Miguel Corte-Real partono per trovare il Passaggio a nord-ovest. Esplorarono e battezzarono le coste della Groenlandia e di Terranova.[84] Entrambe le esplorazioni sono segnalate nel "Planisfero di Cantino".

### 1501
Altri fatti del 1501
- Gennaio - Secondo viaggio di Gaspar Corte-Real (con il fratello Miguel) per trovare il passaggio a nord-ovest: raggiungono la Terranova ma Gaspar scompare subito dopo e Miguel ritorna con due navi in Portogallo a ottobre.
- 10 maggio - II Armata del Brasile: 3 caravelle salpano da Lisbona, guidate da Gonçalo Coelho come Capitão geral, con Gaspar de Lemos e André Gonçalves probabilmente sotto il suo comando, e Amerigo Vespucci a bordo. Viaggio esplorativo per dare seguito alla scoperta del Brasile l'anno precedente da parte della II Armata d'India. Incontra l'avanguardia della seconda armata di ritorno a Bezeguiche (Baia di Dakar) a giugno. Raggiunge la costa brasiliana a Capo San Rocco (agosto), il fiume São Francisco (ottobre) e la Baia di Ognissanti (novembre). Attraversando il punto di sbarco di Cabral (Porto Seguro), la flotta scopre la baia di Vitória e si dice abbia raggiunto Cape São Tomé (dicembre). Alcuni resoconti riportano l'avanzata lungo il litorale sino alla baia di Guanabara (gennaio 1502), Angra dos Reis (6 gennaio), le isole di São Sebastião (20 gennaio) e São Vicente (gennaio 22) e quello che chiamavano Barra do Rio Canonor (in onore della città alleata indica di Cannanore), in seguito corrotto a Cananéia, che identificarono come limite della "linea Tordesillas". Si dice che abbiano abbandonato il famoso degredado noto in seguito solo come il Baccelliere di Cananeia, e tornarono indietro, arrivando a Lisbona tra giugno e settembre 1502.[85][86]

### 1502
Altri fatti del 1502
- Maggio - Miguel Corte-Real, fratello maggiore del disperso Gaspar Corte-Real, guida una nuova spedizione in Canada per trovarlo ma scompare a sua volta. Un terzo fratello, Vasco Anes de Corte Real, chiede di cercare i parenti ma Re Manuele I pone il veto alla spedizione.
- Alberto Cantino, spia italiana che lavora per Ercole I d'Este, duca di Ferrara, corrompe uno sconosciuto cartografo dell'Armazem das Indias e contrabbanda copia del Padrão Real che sarà la base del Planisfero di Cantino, pubblicato nel 1502, "la mappa più importante della storia della cartografia portoghese, e anche del mondo".[72] In risposta, Re Manuele I istituirà (novembre 1504) la censura statale su mappe e globi privati, con il divieto assoluto di qualsiasi rappresentazione della costa oltre l'Africa occidentale.
- Al ritorno della II Armata del Brasile, Manuele I concede a un consorzio guidato da Fernão de Noronha, commerciante neo-cristiano di Lisbona, una carta triennale per lo sfruttamento commerciale esclusivo della c.d. "Terre di Santa Cruz" (Brasile) che si declinerà nella redditizia importazione di legname di pernambuco e animali domestici (scimmie, pappagalli). Si stima che Noronha abbia raccolto circa 20.000 q di legno brasiliano tra il 1503 e il 1506, il che rappresenta un tasso di profitto del 400–500% sui 4.000 ducati che la carta gli era costata.

### 1503
Altri eventi del 1503
- Marzo-settembre - Lo Zamorin di Calicut assedia Cochin.
- Primavera - una pattuglia costiera indiana sotto Vicente Sodré si dirige verso le coste meridionali della Penisola arabica dove rimarrà bloccata dalle tempeste e dai venti contrari fino alla fine dell'estate.
- Maggio-giugno - III Armata del Brasile, finanziata dal consorzio di Noronha: 6 navi guidate dal capitano Gonçalo Coelho nuovamente accompagnato da Amerigo Vespucci. Scoperto l'arcipelago di São João da Quaresma (ora isole Fernando de Noronha) al largo della costa settentrionale brasiliana in luglio e ivi creata la prima feitoria dell'America Latina come magazzino per la raccolta del legname sulla terraferma. Si dice che altre tre feitoria siano stabilite a Cabo Frio, Baia di Guanabara (Feitoria Carioca) e Porto Seguro (Santa Cruz de Cabrália). Coelho e Vespucci litigano e la flotta viene divisa: Vespucci ritorna a Lisbona nel giugno 1504 riferendo che Coelho era morto (tornerà in realtà l'anno dopo). Fino al 1506, il consorzio Loronha spedirà sei navi all'anno per raccogliere il legno brasiliano nelle fabbriche brasiliane.
- Giugno - l'avventuriero francese Binot Paulmier de Gonneville salpa da Honfleur, in Normandia, sulla Espoir con alcuni marinai portoghesi per dirigersi verso le Indie orientali. Smarrisce la via e finisce a Santa Catarina (Brasile meridionale) nel gennaio 1504, convinto di aver doppiato il Capo e aver raggiunto le isole dell'oceano Indiano. Tornerà in Francia l'anno dopo con una tragica traversata. Il suo exploit verrà ignorato e dimenticato e la sua reale esistenza è oggi addirittura oggetto di dibattito.[87]

### 1504
Nota: in alcuni elenchi, Pêro Dinis (o Dias) de Setúbal è sostituito con due piccole navi, una sotto Simão de Alcáçova, un'altra sotto Cristóvão de Távora, portando il totale a quattordici legni. Per tornare al conteggio di tredici, si deve presumere che Albergaria abbia viaggiato a bordo della nave di Pêro de Mendonça.
Altri eventi del 1504
- Re Manuele I concede a Fernão de Noronha, ora primo Capitão do mar del Brasile, la giurisdizione ereditaria sulle Isole Fernando de Noronha.
- Marzo - Lo Zamorin di Calicut guida il secondo assedio di Cochin ma Duarte Pacheco Pereira resiste e respinge il nemico in luglio.

### 1505
La Settima Armata d'India (pt 7.ª Armada da Índia) fu allestita nel 1505 per ordine del re Manuele I del Portogallo e posta sotto il comando di Dom Francisco de Almeida, il primo viceré portoghese delle Indie. La spedizione si proponeva d'assicurare il dominio della marina portoghese sull'Oceano Indiano stabilendo una serie di fortezze costiere in località strategiche (Sofala, Kilwa, Anjediva, Cannanore) e sottomettendo le città percepite come minacce locali (Kilwa, Mombasa, Onore). Fu la più grande spedizione sino ad allora inviata dai portoghesi nel Subcontinente indiano e portò alla formale creazione del Estado da Índia.
Nota: la più grande Armada inviata in India sino ad allora.

### 1506-1525
- 1506 - VIII Armata d'India (Cunha)
- 1507 - IX Armata d'India (Mello)
- 1508 - X Armata d'India (Aguiar)
- 1509 - XI Armata d'India (Coutinho)
- 1510 - XII Armata d'India (Mendes)
- 1511 - XIII Armata d'India (Noronha)
- 1512 - XIV Armata d'India (Mello)
- 1513 - XV Armata d'India (Sousa de Lima)
- 1514 - XVI Armata d'India (Brito)
- 1515 - XVII Armata d'India (Albergaria)
- 1516 - XVIII Armata d'India (Silva)
- 1517 - XIX Armata d'India (Sandanha)
- 1518 - XX Armata d'India (Sequeira)
- 1519 - XXI Armata d'India (Albuquerque)
- 1520 - XXII Armata d'India (Brito)
- 1521 - XXIII Armata d'India (Meneses)
- 1522 - XXIV Armata d'India (Castro)
- 1523 - XXV Armata d'India (Silveira)
- 1524 - XXVI Armata d'India (Gama)
- 1525 - XXVII Armata d'India (Almeida)

### Esplicative
1. ↑  Duarte Pacheco Pereira raccomandava espressamente febbraio come mese per la partenza. Godinho 1963, v. 3, pp. 43-44, calcola che l'87% delle partenze era tra marzo e aprile ed il restante 13% fosse destinato a porti africani o arabi.
2. ↑  Godinho 1963, v. 3, p. 44 stima che circa l'11% delle navi perse il monsone al viaggio d'andata e dovette svernare in Africa.
3. ↑  Per maggiori informazioni circa gli antichi roteri per l'India v.si Pacheco Pereira, Giovanni di Lisbona (1519: pp. 69ff) e Pimentel 1746, p. 381ff.
4. ↑  L'esatta latitudine in cui si trova la stasi varia a causa del fenomeno del "mini-monsone atlantico", cioè durante i mesi estivi, il riscaldamento della terraferma dell'Africa occidentale tira i venti dall'equatore, spostando così la fascia di stasi più a nord.
5. ↑  Coutinho 1951–52, pp. 319-63 e Waters 1988 - la Rota da Mina fu usuale per gli esploratori portoghesi d'Africa sino alla fine del XV secolo. La prima flotta che ricorse alla Volta do mar fu quella di Vasco da Gama nel primo viaggio verso l'India del 1497. Si ritiene comunque che la "scoperta" della Volta si debba a Bartolomeo Diaz che, nel biennio 1488-89, scoprì i venti occidentali al di sotto del 30°S e la Corrente sud-atlantica, da cui si dedusse l'esistenza di una rotta alternativa e più rapida per il Capo di Buona Speranza.
6. ↑  Mentre, primo nella storia, attraversava il Capo di Buona Speranza, Bartolomeo Diaz fu travolto da una tempesta che lo spinse verso est, all'approdo nella zona dell'odierna Mossel Bay. Per questo motivo, Diaz coniò il nome "Cabo das Tormentas" (it. "Capo delle Tempeste") per il toponimo. Fu Re Giovanni II del Portogallo, anima e cuore del rinato interesse della Corona portoghese per l'esplorazione marittima, a ribattezzarlo "Cabo da Boa Esperança" con riferimento alle interessanti prospettive commerciali che nascevano dalla sua scoperta. Il nome dato da Diaz era forse più appropriato, dato che lo scontro di correnti provenienti dall'Oceano Indiano e dall'Oceano Atlantico in questa zona rende le acque particolarmente pericolose per la navigazione.
7. ↑  Pimentel 1746, pp. 386ff, Hornsborough 1852, p. 211, Findlay 1866, p. 115, Guinote 1999 : i pericoli della "Rotta Interna" lungo il Canale del Mozambico sono riportati in molti antichi roteri.
8. ↑  Altro motivo per cui le navi si allontanavano dalla costa sudafricana dopo aver attraversato il Capo di Buona Speranza era che la corrente di Agulhas contraria complicava la navigazione stimata costringendo i piloti ad una pericolosa rotta troppo occidentale nel Canale del Mozambico.
9. ↑  La Casa da Índia funse da modello per la spagnola Casa de Contratación, fondata non prima del 1503 - v.si (EN) Vila Vilar E [et al.], La Casa de la Contratación y la navegación entre España y las Indias, CSIC, Universidad de Sevilla, 2004, ISBN 8400082060, OCLC 57142162.
10. ↑  La prima menzione documentale dell'istituzione quale "Casa da Índia e da Guiné" data al 1501.
11. ↑  Nel maggio 1293, Dionigi del Portogallo stabilì la Sociedade de Mercadores Portugueses con clausola di aiuto mutuale su modello di quanto praticato in Italia, spec. presso la Repubblica di Genova e la Repubblica di Pisa. Nel 1380 Ferdinando I del Portogallo fondò la compagnia di navigazione Companhia das Naus con uno schema assicurativo secondo il quale i membri-commercianti (essenzialmente tutti gli armatori e i mercanti che equipaggiano navi sopra le 50 t) contribuivano con un'aliquota fissa del 2% dei proventi del nolo come premio a un fondo centrale (Bolsa de Seguros), dal quale erano ridistribuiti i rimborsi dei sinistri. Intorno al 1488, Pedro de Santarém (Petrus Santerna), console portoghese in Italia, scrisse forse il primo trattato, De assecurationibus (pubblicato nel 1552-1553), che delinea la teoria e i principi alla base dell'assicurazione marittima. Intorno al 1578, il cardinale-re Enrico istituì il Consulado, un tribunale dedicato ai casi di assicurazione marittima. Inizialmente soppresso dall'Unione Iberica del 1580, il tribunale fu resuscitato da Filippo II di Spagna nel 1593, quando il re stabilitì che un contratto assicurativo marittimo necessitava la firma di un funzionario reale (comissário de seguros) per essere ritenuto valido nei tribunali. Questo era il quadro normativo dell'assicurazione marittima attiva ai tempi delle Armate d'India. Gli sviluppi successivi includono l'istituzione di una casa di assicurazioni (Casa de Seguros) come organo della Junta do Comércio Geral (Consiglio del Commercio Generale) da parte del principe-reggente Pietro II del Portogallo nel 1668, successivamente sostituita dalla Mesa do Bem Comum do Comércio ("Ufficio del Commercio") nel 1720. Intorno al 1750, il marchese de Pombal persuase la Corona a riunire la vecchia casa in una nuova entità, la Real Junta do Comércio (Giunta reale del Commercio) - v.si Souza 1977.
12. ↑  Rodrigues-Devezas 2009, p. 263, enfatizzano l'importanza della coincidenza tra produttore e consumatore del prodotto in questa particolare tipologia d'industria regia. L'artiglieria navale portoghese era raramente difettosa (inceppamenti o esplosioni per uso improprio), non solo a causa dell'interesse personale della Corona per la qualità in fase di produzione ma anche perché i pezzi "domestici" difettosi, a differenza di quelli importati, potevano essere facilmente riparati o sostituiti in loco.
13. ↑  Nel Tratado que...fez em defensão da carta de marear, Co' regimento de altura (1537), il Comosgrafo-mor Pedro Nunes rimproverò ai piloti lusitani della rotta indica questa loro reticenza a condividere le informazioni tecniche ed a metterle per iscritto.
14. ↑  Sousa Viterbo 1897 Diffie 1977, p. 142 : Pur mantenendo la sua cattedra di matematico all'Università di Coimbra sino al 1562, Pedro Nunes spese lunghi periodi a Lisbona dopo il 1550. Dettagli delle sue lezioni nautiche sono scarsi e si ritiene che, alla sua morte, le lezioni furono affidate a Thomaz Orta e João Baptista Lavanha.
15. ↑  Matthew 1988: altri famosi roteri per l'India includono quelli di André Pires (c. 1530), Diogo Afonso (c. 1536), João de Castro (1538–1541), Manuel de Álvares (1545), Pêro Vaz Fargosa (1560), Vicente Rodrigues (1575, 1591) nonché quello che è forse il più famoso, l'edizione olandese di Jan Huyghen van Linschoten.
16. ↑  1 cruzado = 324-400 reais
17. ↑  Un famoso caso relativo alla spartizione del bottino interessò lo zio di Vasco da Gama, Vicente Sodré, lasciato dal nipote a capo della "Pattuglia dell'Oceano Indiano" nel marzo 1503. Portatosi con le sue navi nel Golfo di Aden a caccia di ricche navi arabe, Sodré, affiancato (forse spinto) dal fratello Bras Sodré, catturò circa cinque navi mercantili arabe ma, secondo il resoconto scritto in seguito da Pêro de Ataíde, rivendicò una quota sproporzionata del bottino per sé e s'appropriò indebitamente del "quinto reale". I capitani della Pattuglia litigarono a questo punto con il loro comandante ed il di lui fratello, minacciando d'ammutinarsi se la dovuta spartizione della preda non fosse stata rispettata - v.si Carta de Pero de Atayde a El-rei D. Manuel, Fevereiro 20, 1504 ed. in Cartas de Affonso de Albuquerque, pp. 262-268.
18. ↑  Dai documenti contemporanei, sappiamo che i primi esemplari di manilla furono realizzati ad Antwerp. Tra il 1504 ed il 1507, il Portogallo esportò 287.813 manillas in Guinea tramite il Castello di Elmina - v.si (EN) Chamberlain CC, The Teach Yourself "Guide to Numismatics", English Universities Press, 1963,  p. 92. e (EN) Einzig P, Primitive Money in its ethnological, historical and economic aspects, Londra, Eyre & Spottiswoode, 1949,  p. 155.

### Bibliografiche
1. 1 2 3  (PT) Gomes T, Navios Portugueses - Séculos XIV a XIX, Edições Inapa, 1995.
2. 1 2  Diffie 1977, p. 316.
3. 1 2 3 4  Guinote 1999.
4. ↑  Albuquerque 1978, p. 9.
5. 1 2 3 4 5  Godinho 1963, v. 3, pp. 44-46.
6. 1 2  Livermore 1969, p. 163.
7. 1 2  Silva 1974.
8. 1 2  Disney 1977.
9. 1 2  Bethencourt -Curto 2007, p. 62.
10. ↑  (EN) Oliveira Marques AR : de e Andre V, Daily Life in Portugal in the Late Middle Ages, Univ of Wisconsin Press, 1971,  p. 9, ISBN 0-299-05584-1.
11. ↑  Livermore 1969, p. 108.
12. ↑   Filesi T, Esordi del colonialismo e azione della Chiesa, in Africa: Rivista trimestrale di studi e documentazione dell'Istituto italiano per l'Africa e l'Oriente, n. 2, giugno 1965,  pp. 143-162.
13. 1 2 3  Subrahmanyam 1997, p. 55.
14. ↑  Diffie 1977, p. 68.
15. ↑  (DE) Daus R, Die Erfindung des Kolonialismus, Peter Hammer Verlag, 1983,  p. 3, ISBN 3-87294-202-6.
16. 1 2  Diffie 1977, pp. 314-315.
17. ↑  Albuquerque 1978, p. 5.
18. 1 2  Matthew 1988, p. 233.
19. 1 2  Pimentel 1746, pp. 385-386.
20. 1 2  Albuquerque 1978, p. 6.
21. ↑  (PT) Velho A, O descobrimento das Índias : o diário da viagem de Vasco da Gama, Rio de Janeiro, Objetiva, 1998,  p. 138.
22. ↑  Albuquerque 1978, p. 7.
23. ↑  Diffie 1977, p. 201.
24. 1 2  Theal 1902, pp. 115-118.
25. ↑  Newitt 2005, p. 78.
26. ↑  (EN) Marchant A, Colonial Brazil as a Way Station for the Portuguese India Fleets, in Geographical Review, vol. 31, n. 3, 1941,  p. 463.
27. 1 2  (EN) Wilks I, Wangara, Akan, and Portuguese in the Fifteenth and Sixteenth Centuries, in Bakewell P (a cura di), Mines of Silver and Gold in the Americas, Ashgate Publishing Ltd, 1997,  pp. 1-39.
28. ↑  (FR) Maḥmūd Ṭāliqānī, Dejanirah Couto e Jean-Louis Bacqué-Grammont, كارتوگرافى تاريخى خليج فارس: actes du colloque organisé les 21 et 22 avril 2004 à Téhéran par l'EPHE, l'université de Téhéran et le Centre de documentation et de recherche d'Iran, Peeters Publishers, 2006,  p. 66, ISBN 978-2-909961-40-8.
29. 1 2  Logan 1887, p. 312.
30. ↑  Diffie 1977, pp. 38 e 101.
31. ↑  (ES) Nao, in Diccionario de la lengua española, Real Academia Española.
32. ↑  Navegações Portuguesas, Nau
33. ↑  (ES) Pellen R e Turza CG, Los milagros de Nuestra Señora de Berceo (c. 1255): Index, ENS Editions, 1993,  p. 651, ISBN 978-2-902966-11-0. URL consultato il 19 novembre 2011.
34. ↑  (EN) Manguin PY, The Southeast Asian Ship: An Historical Approach, in Journal of Southeast Asian Studies, vol. 11, 1980,  pp. 266-276, DOI:10.1017/S002246340000446X, JSTOR 20070359.
35. ↑  Matthew 1988, pp. 266-268.
36. 1 2 3 4  Castro 2005, p. 58.
37. 1 2 3  (EN) Seall F e Kingsford CL, The taking of the Madre de Dios, anno 1592, in The naval miscellany, XL, 1912,  pp. 85-121. URL consultato il 22 settembre 2013.
38. ↑  Navegações Portuguesas, Caravela
39. ↑  Navegações Portuguesas, Galeão
40. ↑  (PT) Pissarra JV, O galeão S. João (c. 1530-1551). Dados para uma monografia, Cascais, 1999.
41. ↑  Rodrigues-Devezas 2009, p. 193.
42. ↑  Cipolla 1965.
43. 1 2  Rodrigues-Devezas 2009, pp. 260-264.
44. ↑  Correia, in Stanley, p. 367.
45. 1 2  Oliveira Martins 1902.
46. ↑  (PT) Pe. Francisco de Santa Maria (a cura di), Vitória de Duarte Pacheco Pereira contra os Franceses, in Ano Histórico, Diário Português: Notícia Abreviada de pessoas grandes e coisas notáveis de Portugal, 1744.
47. ↑  Subrahmanyam 1997, p. 346.
48. ↑  Quintella 1839-40, v. 1, p. 377.
49. 1 2  (EN) Leng R e Hopper C, Sir Francis Drake's memorable service done against the Spaniards in 1587, Westminster, Camden Society, 1863.
50. 1 2  (NL) Warnsinck JCM, Twaalf Doorluchtige Zeehelden, 1941,  pp. 93-101.
51. ↑  (EN) Order of the Knights of Christ, in Catholic Encyclopedia, New York, Encyclopedia Press, 1913.
52. ↑  Diffie 1977, pp. 142-143.
53. 1 2  Hutter 2005, pp. 177-180.
54. ↑  Matthew 1988, p. 250.
55. ↑  Castro 2005, p. 63.
56. 1 2  (ES) Grandes A, Portugal, guía completa para viajes, Editorial Anaya, 1992,  p. 15, ISBN 84-207-3280-X.
57. 1 2  Matthew 1988, p. 247.
58. ↑  Barros, pp. 193-194.
59. ↑  Fonseca 1908, p. 201.
60. ↑  Steensgard 1985, p. 23.
61. ↑  Danvers 1894, p. 87.
62. ↑  Newitt 2005, p. 70.
63. ↑  Diffie 1977, pp. 320-322.
64. 1 2  (EN) Sharma P, Identifying the Chief Trading Emporiums in Indian Ocean Maritime Trade C.1000-C.1500, in Researchers World: International Refereed Social Sciences Journal, vol. 5, 2014,  pp. 131-142, ISSN 2231-4172 (WC · ACNP).
65. ↑  (EN) Halikowski Smith S, Portugal and the European spice trade, 1480-1580 (TESI), European University Institute, 2001,  p. 43.
66. ↑  Halikowski Smith 2001b, p. 62.
67. 1 2  (FR) Mahn-Lot M, Conceptions géographiques et découverte : La question des Moluques jusqu'en 1521, in Archipel, n. 22, 1981,  pp. 75-86.
68. ↑  (EN) Dunton L, The World and Its People, Silver Burdett, 1896,  p. 163.
69. ↑  Smith 2008.
70. 1 2  (EN) Wright CA, The Medieval Spice Trade and the Diffusion of the Chile, in Gastronomica, vol. 7, n. 2, 1º maggio 2007,  p. 39, DOI:10.1525/gfc.2007.7.2.35, ISSN 1529-3262 (WC · ACNP).
71. ↑  Livermore 1969, p. 157.
72. 1 2  (PT) Marques AP, Origem e desenvolvimento da cartografia portuguesa na época dos Descobrimentos, Impr. Nacional-Casa da Moeda, 1987.
73. ↑  Masselman 1963, pp. 71-76.
74. ↑  Masselman 1963, pp. 61-68.
75. ↑  (EN) McKew Parr C, Jan Van Linschoten: The Dutch Marco Polo, Thomas Y. Crowell Company, 1964.
76. ↑  (EN) The voyage of John Huyghen van Linschoten to the East Indies : From the old English translation of 1598 ; the first book containing his description of the East / edited the first volume by the late Arthur Coke Burnell ... ; the second volume by Mr. P. A. Tiele, Londra, Hakluyt Society, 1885.
77. ↑  (EN) de Vries J e van der Woude A, The First Modern Economy: Success, Failure, and Perseverance of the Dutch Economy, 1500-1815, Cambridge University Press, 1997,  p. 383, ISBN 0-521-57061-1.
78. ↑  (EN) Gelderblom O, Jong A e Jonker J, An Admiralty for Asia: Business Organization and the Evolution of Corporate Governance in the Dutch Republic, 1590–1640, in Koppell JG (a cura di), Origins of Shareholder Advocacy, Palgrave Macmillan, 2011,  pp. 29-70.
79. ↑   Carlo M. Cipolla, Storia economica dell'Europa Pre-industriale, Bologna, Il Mulino, 1974 edizione del 2003,  p. 233, ISBN 978-88-15-13125-6.
80. ↑  (EN) Shngreiyo AS, The Beginning of Dutch and English Conflict in Banda and Moluccas in the Early Seventeenth Century, in IRA-International Journal of Management & Social Sciences, vol. 8, 31 agosto 2017,  pp. 162-174, DOI:10.21013/jmss.v8.n2.p4, ISSN 2455-2267 (WC · ACNP).
81. ↑  (EN) Brito Vieira M, Mare Liberum vs. Mare Clausum: Grotius, Freitas, and Selden's Debate on Dominion over the Seas, in Journal of the History of Ideas, vol. 64, n. 3, 2003.
82. ↑   Grozio U, Mare liberum, a cura di Izzo F, Napoli, Liguori, 2007, ISBN 978-88-207-3996-6.
83. ↑  Russell-Wood 1998, p. 210.
84. ↑  Diffie 1977, pp. 464-465.
85. ↑  (EN) O'Gorman E, The Invention of America. An Inquiry into the Historical Nature of the New World and the Meaning of History, Bloomington, 1961,  pp. 9-47.
86. ↑  (EN) Levillier R, New light on Vespucci's third voyage, in Imago Mundi, Leida,  pp. 40-45.
87. ↑  (PT) Perrone Moisés L, Vinte Luas: Viagem de Paulmier de Gonneville ao Brasil, 1503-1505, São Paulo, Companhia das Letras, 1992. - in (FR) Witkowski A (a cura di), Le voyage de Gonneville (1503-1505): et la découverte de la Normandie par les Indiens du Brésil, Parigi, Editions Chandeigne, 1995.

### Fonti primarie
- (PT) Albuquerque A de, Commentarios Dafonso Dalboquerque, capitam geral & gouernador da India, 1557. in (EN) The Commentaries of the great Afonso Dalboquerque, second viceroy of India, traduzione di Gray Birch W de, Londra, Hakluyt Society, 1875-84.
- (PT) Albuquerque L de (a cura di), Memória das Armadas que de Portugal passaram à Índia [...], facsimile celebrativo, Lisbona, Academia das Ciências, 1979  [1568].
- (EN) ANONIMO, A journal of the first voyage of Vasco da Gama, 1497-1499, a cura di Ravenstein EG, Londra, Hakluyt Society, 1898.
- (PT) António de Ataíde, Codex Add. 20902, in Relação das Náos e Armadas da India com os Sucessos dellas que se puderam Saber, para Noticia e Instrucção dos Curiozos, e Amantes da Historia da India. ed. in (PT) Maldonado MH (a cura di), Relação das Náos e Armadas da India com os Sucessos dellas que se puderam Saber, para Noticia e Instrucção dos Curiozos, e Amantes da Historia da India, Biblioteca Geral da Universidade de Coimbra, 1985.
- (PT) Duarte Barbosa, O Livro de Duarte Barbosa, traduzione di Dames ML, rist., Nuova Delhi, Asian Education Services, 2005  [1518].
- (PT) João de Barros, Décadas da Ásia: Dos feitos, que os Portuguezes fizeram no descubrimento, e conquista, dos mares, e terras do Oriente, 1552-1559.
- (PT) Bulhão Pato RA (a cura di), Cartas de Affonso de Albuquerque, seguidas de documentos que as elucidam, Lisbona, Academia Real de Sciencias, 1898.
- (PT) Diogo do Couto, Décadas da Ásia: Dos feitos, que os Portuguezes fizeram no descubrimento, e conquista, dos mares, e terras do Oriente, 1602-1645.
- Luís Vaz de Camões (1572) Os Lusíadas . [Eng. trans. di WJ Mickle, 1776, come The Lusiad, o la scoperta dell'India, un poema epico . trans. di RF Burton, 1880, nel ruolo di The Lusiads ; trans. di JJ Aubertin, 1878–1884, The Lusiads of Camoens ]
- (PT) Fernão Lopes de Castanheda, História do descobrimento e conquista da Índia pelos portugueses, 1833  [1551-1560].
- (PT) Gaspar Correia, Lendas da Índia, Lisbona, Academia Real das Sciencias, 1858-64  [1550].
- (PT) Damião de Góis, Crónica do Felicissimo Rei D. Manuel, 1566–67.
- João de Lisboa ( c.1519 ) Livro de Marinharia: trattato di Agulha de Marear. Roteiros, sondas, e outros conhecimentos relativos á navegação, primo pub. 1903, Lisbona: Libanio da Silva. in linea
- (LA) Girolamo Osorio, De rebus Emmanuelis, traduzione di Gibbs J, Londra, Millar, 1752  [1586].
- (PT) Duarte Pacheco Pereira, Esmeraldo de Situ Orbis, 1509.
- Álvaro Velho Diário de bordo de Álvaro Velho [trans. 1888 di EG Ravenstein come A Journal of the first voyage of Vasco da Gama, 1497-1499 . Londra: Haklyut Society]

### Fonti secondarie
- (PT) Albuquerque L de, Escalas da Carreira da Índia, in Revista da Universidade de Coimbra, vol. 26, 1978,  pp. 3-10.
- (EN) Bethencourt F e Ramada Curto D, Portuguese Oceanic Expansion, 1400-1800, Cambridge University Press, 2007, ISBN 978-0-521-84644-8.
- (PT) Bethencourt F, História da Expansão Portuguesa, vol. 4, Círculo de Leitores, 1998, ISBN 972-42-1734-5.
- (EN) Bouchon G, Glimpses of the Beginnings of the Carreira da India, in Souza TR de (a cura di), Indo-Portuguese history: old issues, new questions, 1985. in Souza 1985, pp. 40-55
- (EN) Castro FV de, The Pepper Wreck: a Portuguese Indiaman at the mouth of the Tagus river, Texas A & M Press, 2005.
- (EN) Cipolla CM, Guns, Sails and Empires: Technological innovation and the early phases of European Expansion, 1400–1700, Minerva, 1965.
- (ES) Coutinho G, A Nautica dos Descobrimentos: os descobrimentos maritimos visitos por um navegador, vol. 2, Lisbona, Agencia Geral do Ultramar, 1951–52.
- (PT) Danvers FC, The Portuguese in India, being a history of the rise and decline of their eastern empire, Londra, Allen, 1894.
- (EN) Diffie B e Winius GD, Foundations of the Portuguese Empire, 1415–1580, University of Minnesota Press, 1977, ISBN 0-8166-0782-6.
- (EN) Diffie B, Prelude to empire: Portugal overseas before Henry the Navigator, U of Nebraska Press, 1960, ISBN 0-8032-5049-5.
- (EN) Disney AR, History of Portugal and the Portuguese Empire Volume 1, Portugal: From Beginnings to 1807, Cambridge University Press, 2009, ISBN 978-0521843188.
- (EN) Disney AR, History of Portugal and the Portuguese Empire Volume 2, Portugal: From Beginnings to 1807, Cambridge University Press, 2009, ISBN 978-0521738224.
- (EN) Disney AR, The First Portuguese India Company, 1628-33, in Economic History Review, vol. 30, 1977,  pp. 242-58.
- (EN) Findlay AG, A Directory for the Navigation of the Indian Ocean: with descriptions of its coasts, islands, etc., from the Cape of Good Hope to the Strait of Sunda and western Australia, including also the Red Sea and the Persian Gulf; the winds, monsoons, and currents, and the passages from Europe to its various ports, Londra, Laurie, 1866.
- (PT) Fonseca F da, A Descoberta to Brasil, 2.ª ed., Lisbona, Carvalho, 1908.
- (PT) Godinho VM, Os Descobrimentos ea economia mundial, 2.ª ed., Lisbona, Presença Editoriale, 1984  [1963].
- (PT) Guinote PJA, Ascensão e Declínio da Carreira da Índia, in Vasco da Gama e a Índia, vol. 2., Lisbona, Fundação Calouste Gulbenkian, 1999,  pp. 7-39.
- (EN) Hornsborough 1852 Hornsborough J, The India directory, or, Directions for sailing to and from the East Indies, China, Australia and the interjacent ports of Africa and South America, Londra, Allen, 1852.
- (PT) Hutter LM, Navegação nos séculos XVII e XVIII: rumo: Brasil, São Paulo, UNESP, 2005.
- (EN) Livermore HV, A New History of Portugal, Cambridge University Press, 1969.
- (EN) Logan W, Malabar Manual, Nuova Delhi, Asian Education Services, 2004  [1887].
- (EN) Masselman G, The Cradle of Colonialism, Yale University Press, 1963.
- (EN) Matthew KN, History of the Portuguese Navigation in India, Nuova Delhi, Mittal, 1988.
- (EN) Nair KR, The Portuguese in Malabar, in Calcutta Review, vol. 115, 1902,  pp. 210-251.
- (EN) Newitt MD, A History of Portuguese Overseas Expansion, 1400–1668, LOndra, Routledge, 2005.
- (PT) Oliveira Martins JP de, Portugal nos mares; ensaios de critica, historia e geographia, Lisbona, A.M. Pereira, 1902.
- (PT) Pedroso SJ, Resumo historico ácerca da antiga India Portugueza, acompanhado de algumas reflexões concernentes ao que ainda possuimos na Asia, Oceania, China e Africa; com um appendice, Lisbona, Castro Irmão, 1881.
- (PT) Pereira MS, Capitães, naus e caravelas da armada de Cabral, in Revista da Universidade de Coimbra, vol. 27, 1979,  pp. 31-134.
- (PT) Pimentel M, Arte de navegar: em que se ensinam as regras praticas, e os modos de cartear, e de graduar a balestilha por via de numeros, e muitos problemas uteis á navegaçao : e Roteyro das viagens, e costas maritimas de Guiné, Angóla, Brasil, Indias, e Ilhas Occidentaes, e Orientaes, Francisco da Silva, 1746.
- (PT) Quintella IdC, Annaes da Marinha Portugueza, vol. 2, Lisbona, Academia Real das Sciencias, 1839–40.
- (PT) Rodrigues JN e Devezas T, Portugal: o pioneiro da globalização : a Herança das descobertas, Lisbona, Centro Atlantico, 2009.
- (EN) Russell-Wood AJR, The Portuguese Empire 1415–1808, Johns Hopkins University Press, 1998, ISBN 0-8018-5955-7.
- (EN) Silva CR de, The Portuguese East India Company 1628–1633, in Luso-Brazilian Review, vol. 11, 1974,  pp. 152-205.
- (EN) Smith SH, 'Profits sprout like tropical plants': A fresh look at what went wrong with the Eurasian spice trade, c. 1550–1800, in Journal of Global History, vol. 3, 2008,  pp. 389-418.
- (PT) Sousa Viterbo FM de, Trabalhos Náuticos dos Portuguezes nos Seculos XVI e XVII, Lisbona, 1897.
- (EN) Souza TR de (a cura di), Indo-Portuguese history: old issues, new questions, Nuova Delhi, Concept, 1985.
- (EN) Souza TR de, Marine Insurance and Indo-Portuguese Trade: An aid to maritime historiography, in The Indian Economic and Social History Review, vol. 14, 1977,  pp. 377-84.
- (EN) Subrahmanyam S, The Career and Legend of Vasco da Gama, Cambridge University Press, 1997.
- (EN) Steensgaard N, The Return Cargoes of the Carreira in the 16th and early 17th Century, 1985. in Souza 1985, pp. 13-31
- (EN) Theal GM, Records of South-eastern Africa collected in various libraries & archive departments in Europe – Volume 2, Londra, Clowes per Gov of Cape Colony, 1898.
- (EN) Theal GM, The Beginning of South African History, Londra, 1902.
- (EN) Theal GM, History and Ethnography of Africa South of the Zambesi – Vol. I, The Portuguese in South Africa from 1505 to 1700, Londra, Sonneschein, 1907.
- (EN) Waters DW, Reflections Upon Some Navigational and Hydrographic Problems of the XVIth Century Related to the voyage of Bartolomeu Dias, in Revista da Universidade de Coimbra, vol. 34, 1988,  pp. 275-347.
- (EN) Whiteway RS, The Rise of Portuguese Power in India, 1497-1550, Westminster, Constable, 1899.